# 워싱턴 D.C.의 역사

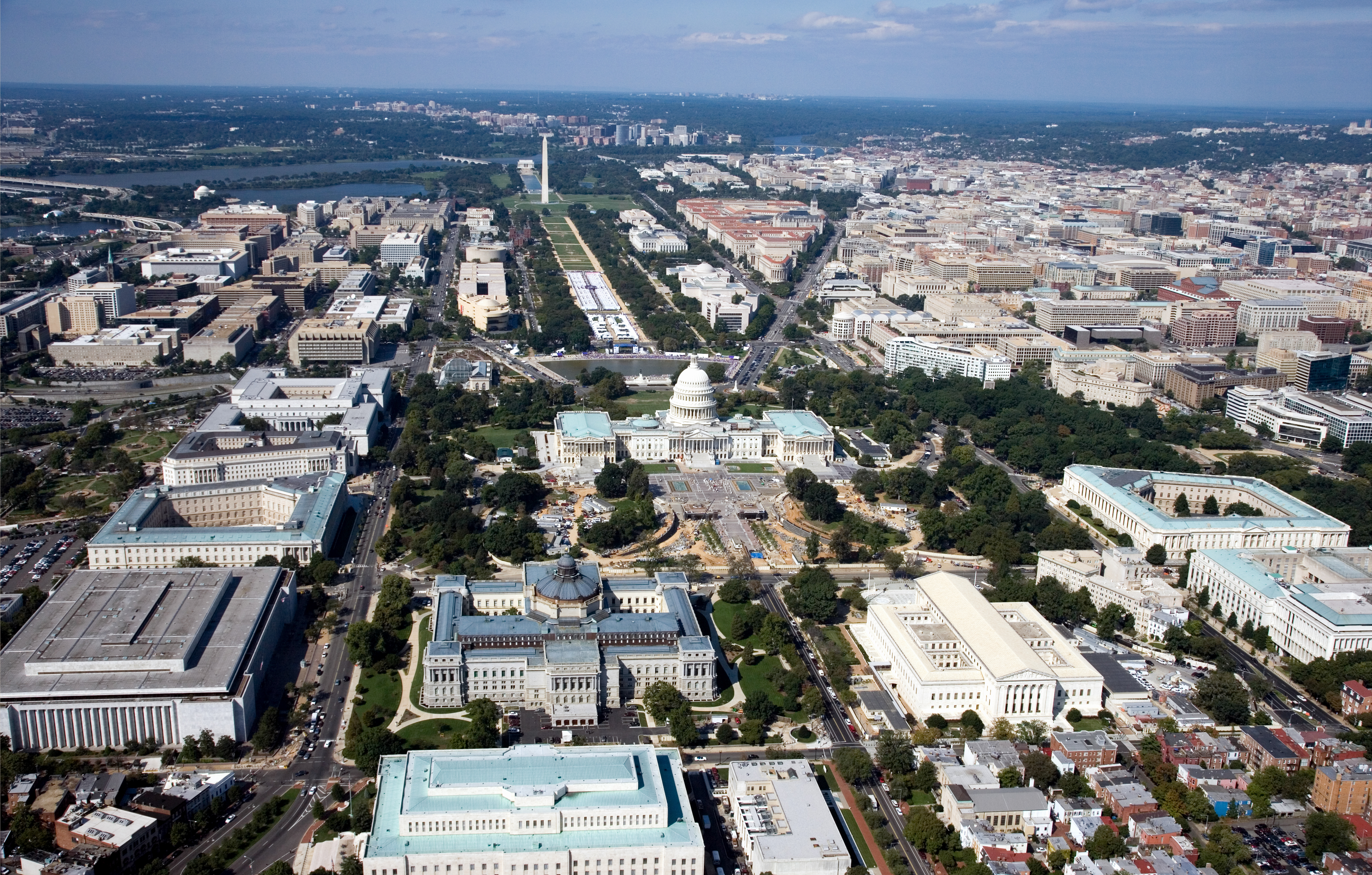
2007년 워싱턴 D.C.의 항공 사진

워싱턴 D.C.의 역사는 미국의 수도로서의 역할과 관련이 있다. 포토맥강을 따라 위치한 컬럼비아 특별구의 부지는 조지 워싱턴 대통령이 처음 선정했다. 이 도시는 미영 전쟁 중 공격을 받았고, 정부가 수도로 돌아온 후 백악관과 미국 국회의사당을 포함한 수많은 공공 건물의 재건을 관리해야 했다. 1901년의 맥밀런 계획은 내셔널 몰을 비롯한 수많은 기념물과 박물관을 포함하여 시내 중심 지역을 복원하고 아름답게 하는 데 도움이 되었다.
흑인 인구 비율이 높은 다른 주요 도시에 비해, 워싱턴 D.C.는 도시가 만들어진 이래로 상당한 흑인 인구를 가지고 있었다. 그 결과, 워싱턴은 아프리카계 미국인 문화의 중심지이자 미국의 흑인 민권 운동의 중심지가 되었다. 시 정부는 미국 연방 정부에 의해 운영되었기 때문에, 아프리카계 미국인과 백인 교사들은 연방 정부 직원과 동일한 급여를 받았다. 우드로 윌슨 행정부 때까지는 그러지 않았는데, 1913년부터 미국 남부 민주당원이자 미국 내각에 많은 남부 출신 인사를 둔 우드로 윌슨 행정부에서 연방 사무실과 직장이 분리되었다. 이러한 상황은 수십 년 동안 지속되었다. 도시는 1950년대까지 특정 시설에서 인종적으로 분리되어 있었다.
중심 도시의 동쪽 변두리 지역과 아나코스티아강 동쪽 지역은 소득이 불균형적으로 낮은 경향이 있다. 제2차 세계 대전 이후, 많은 중산층 백인들이 새롭고 저렴한 교외 주택으로 도시의 중심부와 동부 지역을 떠났고, 고속도로 건설로 통근이 용이해졌다. 1968년 4월 4일 테네시주 멤피스에서 마틴 루터 킹 주니어 암살 사건은 주로 록 크릭 공원 동쪽의 흑인 거주지에서 대규모 폭동을 촉발했다. 중심 도시의 상당 부분은 수십 년 동안 황폐한 상태로 남아 있었다. 공원 서쪽 지역, 즉 조지타운 (워싱턴 D.C.)과 체비 체이스 지역 사이의 거의 모든 지역은 미국에서 가장 부유하고 유명한 지역 중 일부를 포함한다. 20세기 초반, U 스트리트 회랑은 도시 내 아프리카계 미국인 문화의 중요한 중심지 역할을 했다. 워싱턴 메트로는 1976년에 개통되었다. 1990년대 후반과 2000년대 초반의 경제 성장과 젠트리피케이션은 많은 다운타운 지역의 활성화를 이끌었다.
미국 헌법의 제1조 제8항은 의회의 배타적 입법 하에 주가 아닌 구를 둔다. 따라서 역사 내내 워싱턴 D.C. 주민들은 의회에서 의결권을 가지지 못했다. 1961년에 비준된 미국 수정 헌법 제23조는 컬럼비아 특별구에 3개의 선거인단 표를 부여하여, 암묵적으로 대통령 및 부통령 선거를 치를 수 있도록 승인했다. 1973년 컬럼비아 특별구 자치법은 시의회 및 시장의 직접 선거를 포함하여 지방 정부에 더 많은 통제권을 부여했다.

## 초기 정착
고고학적 증거에 따르면 미국 원주민 부족은 적어도 4,000년 전에 이 지역으로 이주하여 아나코스티아강 주변에 정착했다. 이 지역에 대한 초기 유럽 탐험은 17세기 초에 이루어졌으며, 1608년 존 스미스 (탐험가) 선장의 탐험도 포함된다.
당시 버지니아주의 현재 워싱턴 D.C. 및 시어도어 루스벨트섬에 살던 포우하탄과 느슨하게 연결된 파타워메크족과 도그 (부족)족, 그리고 메릴랜드주 쪽에 살던 알곤킨 제족의 코노이족이라고도 알려진 피스카타웨이족이 있었다.:23 현재 워싱턴 D.C. 내의 원주민으로는 아나코스티아의 나코츠탱크족이 있었는데, 이들은 코노이족과 제휴했다. 또 다른 마을은 리틀 폴스(Little Falls)와 조지타운 (워싱턴 D.C.) 사이에 위치했으며,:23 영국 모피 상인 헨리 플리트는 현재 조지타운에 토호가(Tohoga)라는 나코츠탱크족 마을이 있었다고 기록했다.
현재의 워싱턴 D.C. 지역의 첫 식민 시대 토지 소유자는 조지 톰슨과 토머스 제라드로, 그들은 1662년에 블루 플레인스 지역과 세인트 엘리자베스 지역을, 그리고 그 후 몇 년 동안 아나코스티아, 캐피틀힐, 그리고 포토맥강까지의 다른 지역들을 소유하게 되었다. 톰슨은 1670년에 자신의 캐피틀힐 부동산을 토머스 낫리에게 팔았는데, 여기에는 더딩턴 매너(Duddington Manor)도 포함되어 있었다. 더딩턴 부동산은 대대로 더딩턴의 대니얼 캐롤에게 전해졌다. 유럽 정착민들이 도착하면서 그들은 방목권을 두고 아메리카 원주민들과 충돌했다.
1697년, 메릴랜드 식민지는 현재 워싱턴 D.C. 내에 요새 건설을 승인했다. 같은 해, 코노이족은 서쪽으로 이주하여 현재의 버지니아주 더 플레인스 근처에 정착했으며, 1699년에는 다시 메릴랜드주 포인트오브록스 근처의 코노이섬으로 이주했다.:27
조지타운 (워싱턴 D.C.)은 1751년 메릴랜드주 총회가 조지 고든 (토지 소유자)과 조지 비엘로부터 60에이커의 토지를 280파운드에 매입하여 건설되었고, 알렉산드리아 (버지니아주)는 1749년에 건설되었다.
폴 라인에 위치한 조지타운은 해양 선박이 포토맥강을 따라 항해할 수 있는 가장 먼 상류 지점이었다. 포토맥강의 강한 유속은 연중 내내 항해 가능한 수로를 깨끗하게 유지했으며, 체서피크만의 일일 조석 상승은 포토맥강 하류의 수위를 높여 만재된 해양 선박들이 체서피크만까지 쉽게 항해할 수 있도록 했다. 1745년경, 고든은 포토맥강을 따라 담배 검사소를 건설했다.
창고, 부두 및 기타 건물이 추가되면서 정착지는 빠르게 성장했다. 현재 조지타운 (워싱턴 D.C.)에 위치한 올드 스톤 하우스는 1765년에 지어졌으며, 워싱턴 D.C.에서 가장 오래된 현존하는 건물이다. 조지타운은 이후 번성하는 항구로 성장하여, 메릴랜드 식민지로부터 담배 및 기타 물품의 무역 및 운송을 용이하게 했다.
1780년, 조지타운의 경제 및 인구 성장과 함께, 조지타운 대학교가 설립되어 영국령 서인도 제도만큼 먼 곳에서도 학생들이 모여들었다.

## 설립

### 수도 선정

워싱턴 D.C.의 영토 확장

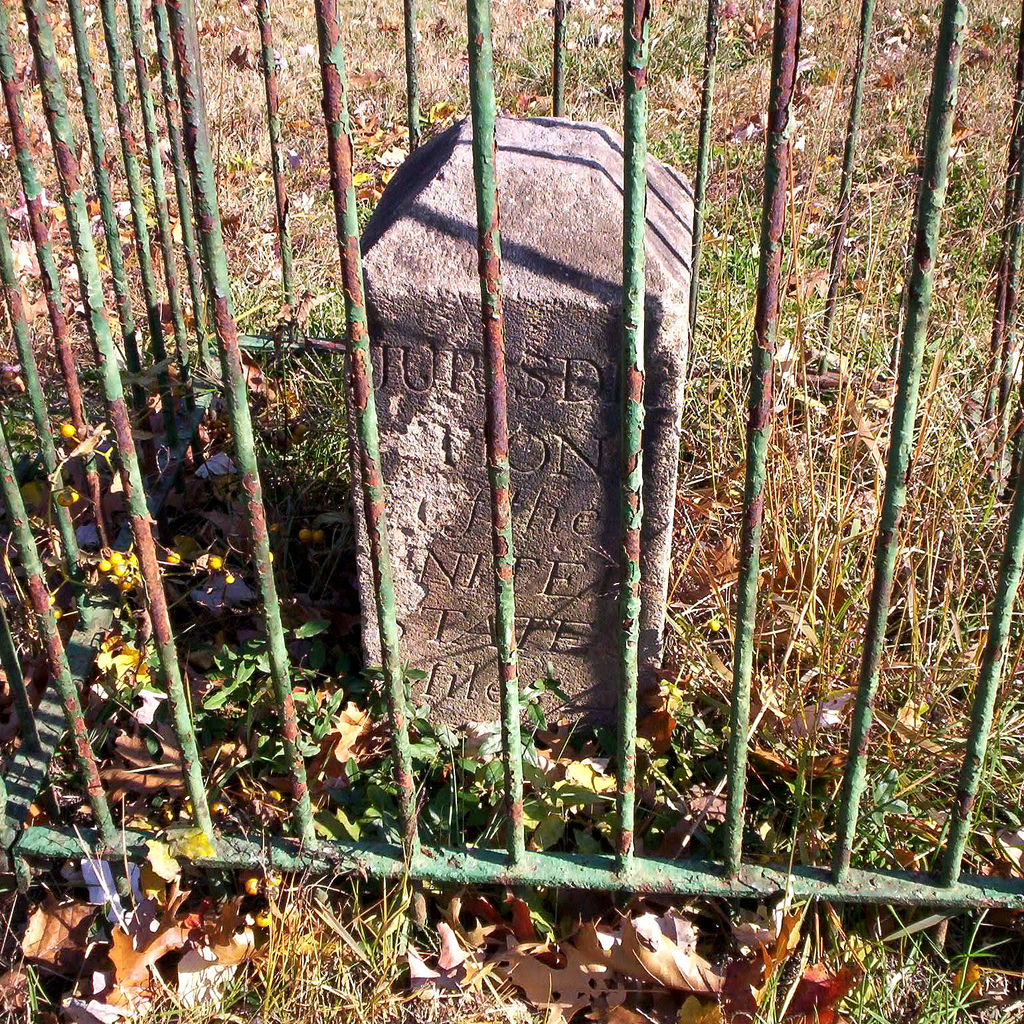
컬럼비아 특별구와 프린스조지스군 사이의 원래 경계인 북동쪽 경계 No. 4 경계석

미국의 수도는 원래 필라델피아에 위치했으며, 제1차 대륙회의와 제2차 대륙회의로 시작하여 최초 연방 헌법인 연합규약의 비준에 따라 연합회의가 이어졌다. 1783년 6월, 화난 군인들의 폭도들이 미국 독립 전쟁 중 자신들의 복무에 대한 급여를 요구하며 필라델피아의 독립기념관 (미국)에 모였다. 의회는 존 디킨슨 (대표), 즉 펜실베이니아 주지사에게 시위대의 공격으로부터 의회를 방어하기 위해 민병을 소집해달라고 요청했다.
이 사건은 1783년 펜실베이니아 폭동으로 알려지게 되었는데, 디킨슨은 시위대와 공감하여 필라델피아에서 그들을 쫓아내기를 거부했다. 그 결과, 의회는 1783년 6월 21일 뉴저지주 프린스턴으로 피신할 수밖에 없었다.
1783년 10월 6일, 여전히 프린스턴에 머물던 의회는 의회의 영구 거주지 문제를 논의하기 위해 전체 위원회로 소집되었다. 다음 날, 매사추세츠의 엘브리지 게리는 "의회 건물이 델라웨어강 근처 뉴저지주 트렌턴 또는 포토맥강 근처 조지타운 (워싱턴 D.C.) 강둑에 건설되어야 하며, 적절한 연방 도시 지역이 상기 강 중 하나에 확보될 수 있다면"이라는 동의안을 제출했다. 디킨슨이 국가 정부 기관을 보호하지 못한 것은 1787년 필라델피아 제헌회의에서 논의되었다. 미국 헌법 제1조 제8항에서 대의원들은 의회에 다음의 권한을 부여했다.
주들로부터의 양도와 의회의 승인을 통해 미국 연방 정부의 소재지가 될 수 있는 (10마일 사각형을 넘지 않는) 구역에 대해 어떠한 경우에도 배타적인 입법권을 행사하고, 요새, 탄약고, 병기고, 조선소 및 기타 필요한 건물의 건설을 위해 주 의회의 동의를 얻어 구매한 모든 장소에 대해 동일한 권한을 행사한다.
제임스 매디슨은 연방주의자 논고 제43호에서 국가 수도는 자체 유지 및 안전을 위해 주와 구별되어야 한다고 주장했다. 그러나 미국의 헌법은 새로운 특별구의 특정 위치를 선택하지 않았다.
메릴랜드주, 뉴저지주, 뉴욕주, 버지니아주 의회는 모두 수도 부지를 제안했다. 미국 북부 주들은 예상대로 거의 모든 주요 도시들이 북부에 위치한 곳에 수도가 있기를 선호했다. 반면 미국 남부 주들은 그들의 농업 및 노예 소유 이익에 더 가까운 곳에 수도가 위치하기를 선호했다. 노예주와 자유주인 메릴랜드와 버지니아의 경계였던 포토맥강 주변 지역을 선택하는 것은 매디슨, 토머스 제퍼슨, 그리고 알렉산더 해밀턴 간의 합의에 따라 결정되었다. 해밀턴은 새로운 연방 정부가 미국 독립 전쟁 중에 주들이 쌓은 빚을 떠맡아야 한다는 제안을 했다. 그러나 1790년까지 남부 주들은 해외 부채를 대부분 상환했다. 해밀턴의 제안은 남부 주들이 북부 부채의 일부를 부담하도록 요구할 것이었다. 제퍼슨과 매디슨은 이 제안에 동의했고, 그 대가로 연방 수도의 남부 위치를 확보했다.
1788년 12월 23일, 메릴랜드주 총회는 연방 지구를 위해 토지를 양도할 수 있도록 하는 법안을 통과시켰다. 버지니아주 총회도 1789년 12월 3일 같은 조치를 취했다. 1790년 7월 16일 연방 레지던스 법의 서명으로, 영구 정부 소재지는 "동부 지류와 코노고체게 (Connogochegue) 입구 사이의 포토맥강의 어느 곳"에 "10평방마일 (100평방마일)을 초과하지 않는" 지역에 위치해야 한다고 규정되었다. "동부 지류"는 오늘날 아나코스티아강으로 알려져 있다. 코노코체이그 크리크는 메릴랜드주 윌리엄스포트와 메릴랜드주 헤이거스타운 근처의 포토맥강 상류로 흘러들어간다. 레지던스 법은 대통령이 임명한 위원들이 연방 용도로 취득할 수 있는 토지의 위치를 포토맥강의 메릴랜드주 쪽으로 제한했다.
레지던스 법은 조지 워싱턴 대통령에게 부지의 실제 위치를 선택할 권한을 부여했다. 그러나 그는 연방 지구 내에 알렉산드리아 (버지니아주)를 포함시키기를 원했다. 이를 위해 연방 지구의 경계는 동부 지류의 하류인 포토맥강의 한 지역을 포함해야 했다.
미국 의회는 1791년 레지던스 법을 개정하여 알렉산드리아를 연방 지구에 포함시킬 수 있도록 허용했다. 그러나 일부 의원들은 워싱턴과 그의 가족이 워싱턴의 집이자 농장인 마운트 버넌에서 seven 마일 (11 km) 상류에 있는 알렉산드리아 내부와 근처에 부동산을 소유하고 있음을 인지했다. 따라서 개정안에는 "공공 건물의 건설은 앞서 언급된 법에 따라 포토맥강의 메릴랜드주 쪽에만 허용된다"는 조항이 포함되었다.
최종 부지는 포토맥강의 폴 라인 바로 아래에 있었는데, 이곳은 배가 항해할 수 있는 가장 내륙 지점이었다. 이 부지에는 조지타운과 알렉산드리아 항구가 포함되었다. 그러나 연방 지구 설립 과정은 지구 중심부에 위치한 650-에이커 (260 ha)의 넓은 토지를 소유한 데이비드 번스와 같은 토지 소유주들의 강력한 반대와 같은 다른 문제에 직면했다. 1791년 3월 30일, 번스를 비롯한 18명의 주요 토지 소유주들은 결국 워싱턴과 합의에 서명했는데, 그들은 공공 용도로 사용되는 토지에 대해 보상을 받고, 나머지 토지의 절반은 소유주들에게, 나머지 절반은 공공에 분배될 것이었다.
레지던스 법에 따라, 워싱턴 대통령은 1791년에 3명의 위원(토머스 존슨 (법률가), 대니얼 캐롤, 데이비드 스튜어트 (버지니아))을 임명하여 연방 지구와 수도의 계획, 설계, 재산 취득을 감독하도록 했다. 1791년 9월, 3명의 위원들은 컬럼비아라는 지명과 대통령의 이름을 사용하여 연방 지구를 컬럼비아 준주, 연방 도시를 워싱턴 시로 명명하기로 합의했다.
1791년 3월 30일, 워싱턴 대통령은 연방 지구 경계 측량의 시작점으로 "버지니아주 헌팅 크리크의 상류 곶인 존스 포인트"를 지정하는 대통령 선언을 발표했다. 이 선언은 또한 측량을 통해 지구의 경계를 결정하는 방법을 설명했다. 3명의 위원들의 일반적인 감독 하에 워싱턴 대통령의 지시에 따라, 앤드루 엘리콧 소령은 그의 형제들인 벤저민 엘리콧과 조셉 엘리콧, 아이작 로버도, 아이작 브릭스, 조지 펜윅, 그리고 처음에는 아프리카계 미국인 천문학자인 벤저민 배너커의 도움을 받아 1791년과 1792년 동안 버지니아주와 메릴랜드주와의 컬럼비아 준주 경계를 측량했다.
측량 팀은 레지던스 법이 승인한 완전한 100 제곱마일 (260 km2) 면적을 사각형 안에 둘러쌌다. 사각형의 각 변은 10 마일 (16 km) 길이였다. 사각형의 모서리 사이의 축은 남북 및 동서로 뻗어 있었다. 사각형의 중심은 아메리카 국가 기구 본부 건물 내부에 있으며, 더 엘립스 서쪽에 위치한다.
측량 팀은 사각형의 각 마일 지점 또는 그 근처에 40개의 사암 경계 표지석을 설치했다. 이 표지석 중 36개가 여전히 남아 있다. 남쪽 경계석은 존스 포인트 (버지니아)에 있다. 서쪽 경계석은 알링턴군의 서쪽 모서리에 있다. 북쪽 경계석은 메릴랜드주 실버스프링 근처 이스트-웨스트 고속도로 남쪽, 16번가 서쪽에 있다. 동쪽 경계석은 서던 애비뉴와 이스턴 애비뉴 교차로 동쪽에 있다.
1793년 1월 1일, 앤드루 엘리콧은 위원들에게 경계 측량이 완료되었고 모든 경계 표지석이 설치되었다는 보고서를 제출했다. 엘리콧의 보고서는 표지석을 설명하고 컬럼비아 준주의 경계와 지형적 특징을 보여주는 지도를 포함했다. 이 지도에는 계획된 워싱턴 시의 위치와 주요 도로, 그리고 각 경계 표지석의 위치가 표시되어 있었다.

### 워싱턴 시 계획

도시의 랑팡 계획

1792년 워싱턴 시 전경

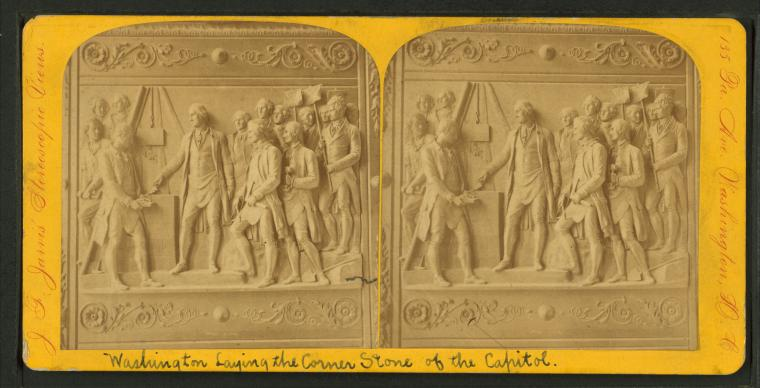
1783년 9월 18일, 조지 워싱턴의 인장으로 알려진 첫 번째 주춧돌이 미국 국회의사당의 주춧돌로 놓여졌다.

1791년 초, 조지 워싱턴 대통령은 국가 수도를 필라델피아에서 이전하기 위해 피에르 샤를 랑팡을 임명하여 포토맥강 북동쪽 해안과 포토맥강 동부 지류의 북서쪽 해안 사이에 위치한 연방 영토 중심부의 새로운 도시 계획을 구상하도록 했다. 랑팡은 그의 "미국 정부의 영구적인 수도를 위한 도시 계획..."에서 도시의 첫 번째 배치를 설계했는데, 이는 미국 국회의사당을 중심으로 한 격자였다. 미국 국회의사당은 젠킨스 언덕의 정상에 0.0°로 지정된 경도에 위치할 예정이었다. 이 격자는 포토맥강, 동부 지류 (현재 아나코스티아강으로 명명됨), 그리고 처음에는 경계 거리였지만 나중에는 플로리다 애비뉴가 된 대서양 해안 폭포선의 급경사면 기슭, 그리고 록 크리크 (포토맥강)으로 둘러싸인 지역을 채웠다.
남북 및 동서 거리는 격자를 형성했다. 더 넓은 대각선 "그랜드 애비뉴"는 나중에 연방 주들의 이름을 따서 명명되었고 격자를 가로질렀다. 이 "그랜드 애비뉴"가 서로 교차하는 곳에 랑팡은 나중에 저명한 미국인들의 이름을 따서 명명된 원형 및 광장 형태로 개방된 공간을 배치했다.
랑팡의 가장 넓은 "그랜드 애비뉴"는 정원으로 둘러싸인 400-피트-wide (122 m)의 산책로로, 그는 내셔널 몰이 현재 차지하는 지역의 중심을 가로질러 동서 축을 따라 약 1 마일 (1.6 km) 정도 뻗어 있을 것으로 예상했다. 더 좁은 펜실베이니아 애비뉴는 "의사당"(미국 국회의사당)과 "대통령 관저"(백악관)를 연결했다. 시간이 지나면서 펜실베이니아 애비뉴는 수도의 현재 "그랜드 애비뉴"로 발전했다.
랑팡의 계획에는 운하 시스템이 포함되어 있었는데, 그 중 하나는 젠킨스 언덕 기슭의 국회의사당 서쪽 근처를 지날 예정이었다. "거스 크리크"라고도 불리는 타이버 크리크와 제임스 크리크의 물로 채워질 운하 시스템은 도시 중심부를 가로질러 포토맥강과 동부 지류 모두로 흘러 들어갈 예정이었다.
6월 22일, 랑팡은 연방 도시의 첫 계획을 대통령에게 제출했다. 8월 19일, 그는 대통령에게 보낸 편지에 새 지도를 첨부했다.
워싱턴 대통령은 랑팡의 계획 중 하나를 보관하고, 의회에 보여주었으며, 나중에 3명의 위원들에게 주었다. 이 측량 지도는 랑팡이 8월 19일 대통령에게 보낸 편지에 첨부한 것일 수 있다.
랑팡은 이후 3명의 위원들과 이 사업에 관련된 다른 사람들과 여러 갈등을 겪었다. 1792년 2월의 논쟁적인 시기에, 미래의 컬럼비아 특별구의 원래 경계 측량과 위원들의 지시에 따른 연방 도시 측량을 수행하던 앤드루 엘리콧은 위원들에게 랑팡이 도시 계획을 조각하지 못했고 그에게 원본 계획 (랑팡이 여러 버전을 준비했음)을 제공하기를 거부했다고 알렸다.
엘리콧은 그의 형제인 벤저민 엘리콧의 도움을 받아 랑팡의 항의에도 불구하고 계획을 수정했다. 엘리콧의 수정안은 더 긴 대로를 직선화하고 랑팡의 원본 계획에서 사각형 No. 15를 제거하는 등 도시 배치에 작은 변화를 가져왔다.
엘리콧은 그의 편지에서 원본 계획을 거부당했지만, 랑팡의 시스템에 익숙하며 자신이 만든 측량 노트가 많다고 진술했다. 따라서 엘리콧이 계획을 재현했을 가능성이 있다.
얼마 후, 워싱턴은 랑팡을 해고했다. 엘리콧은 자신의 계획 첫 번째 버전을 필라델피아의 제임스 타카라(James Thakara)와 존 발란스(John Vallance)에게 주었고, 그들은 이를 판화로 새기고 인쇄하여 출판했다. 1792년 3월에 인쇄된 이 버전은 널리 배포된 최초의 워싱턴 도시 계획이었다.
랑팡이 떠난 후, 엘리콧은 수정된 계획에 따라 도시 측량을 계속했으며, 그 중 몇몇 더 크고 상세한 버전도 새겨지고 출판되어 배포되었다. 그 결과, 엘리콧의 수정안은 수도의 미래 발전의 기초가 되었다.
1800년, 미국 연방 정부의 소재지가 새로운 도시로 이전되었고, 1801년 2월 27일 1801년 컬럼비아 특별구 유기법에 따라 컬럼비아 특별구는 미국 의회의 관할권 하에 놓이게 되었다. 이 법은 또한 특별구 내의 비법인화된 영토를 두 개의 군으로 조직했다. 포토맥강 북동쪽 연안의 워싱턴군과 남서쪽 연안의 알렉산드리아군이다. 1802년 5월 3일, 워싱턴 시는 미국 대통령이 임명하는 시장으로 구성된 시 정부를 부여받았다.

## 19세기

### 경제 발전
컬럼비아 특별구는 자본 개선 및 경제발전 계획을 지원하기 위해 의회에 의존했다. 그러나 의회는 도시 주민들에게 충성심이 부족했고 지원을 제공하는 데 소극적이었다. 의회는 1809년에 초기 민간 자금 조달 노력이 실패한 후 워싱턴 시 운하에 자금을 지원했다. 1810년에 건설이 시작되어 1815년 말에 운하가 개통되었고, 아나코스티아강과 티베르 크릭을 연결했다.
체서피크 오하이오 운하 (C&O) 건설은 1828년 조지타운에서 시작되었다. 메릴랜드주를 거쳐 서쪽으로의 건설은 더디게 진행되었다. 조지타운에서 메릴랜드주 세네카까지의 첫 구간은 1831년에 개통되었다. 1833년에는 조지타운에서 동쪽으로 시 운하에 연결되는 연장선이 건설되었다. C&O는 1850년 메릴랜드주 컴벌랜드에 도달했지만, 그 당시에는 이미 볼티모어 오하이오 철도 (B&O)가 1842년에 컴벌랜드에 도착했기 때문에 구식이었다.:1 운하는 재정적인 문제를 겪었고, 오하이오강까지의 추가 건설 계획은 포기되었다.:7

### 미영 전쟁

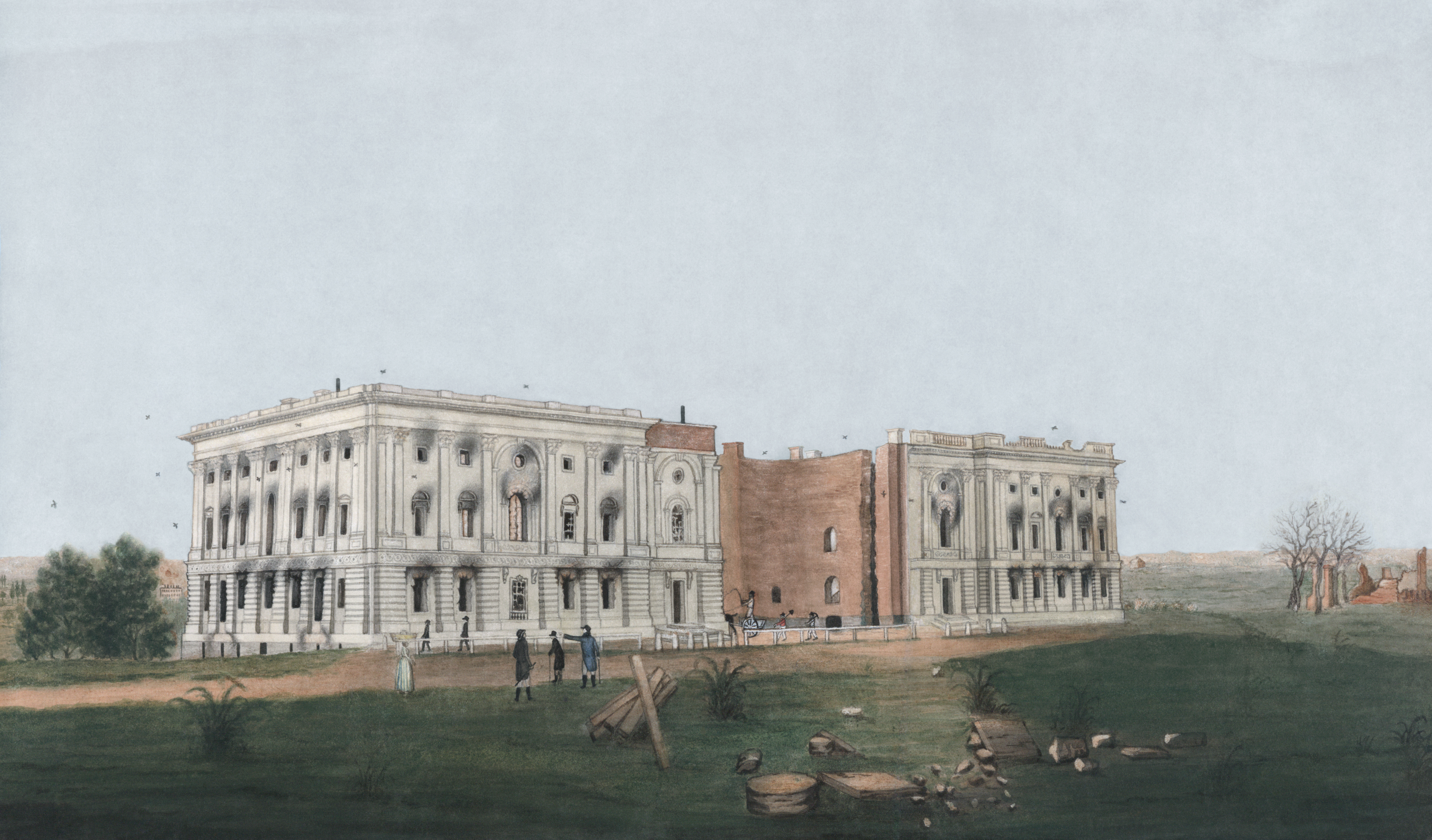
미영 전쟁 중 워싱턴 방화 이후의 미국 국회의사당을 그린 1814년 수채화

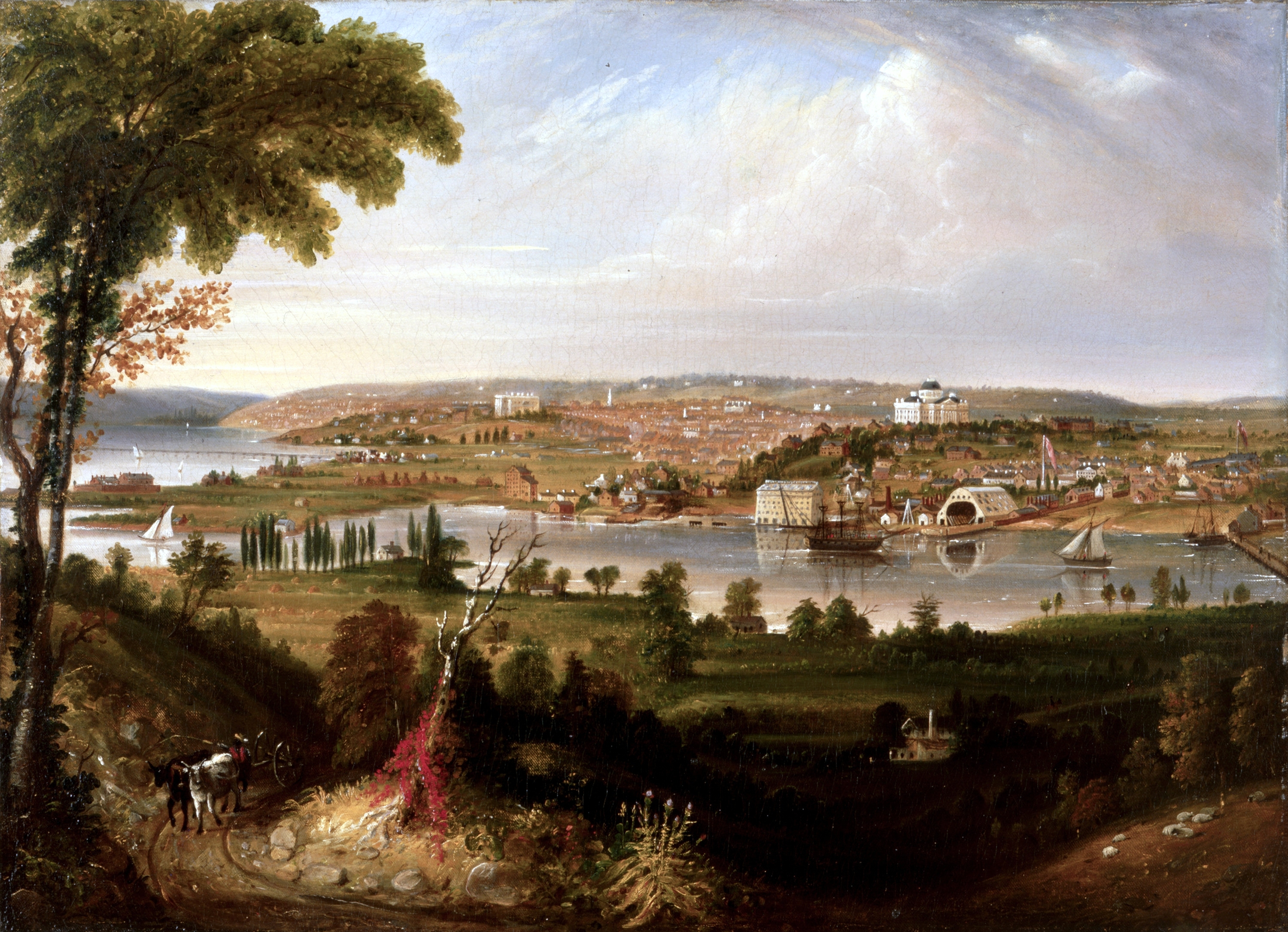
백악관의 오벌 오피스에 있는 조지 쿡 (화가)이 1833년에 그린 네이비 야드 너머의 워싱턴 시

미영 전쟁 중, 영국 육군은 1814년 8월 19일부터 29일 사이에 수도를 점령하고 불태우는 작전을 수행했다. 8월 24일 블래던스버그 전투에서 영국군은 수도를 방어하기 위해 메릴랜드주 블래던스버그에 모였던 미군 민병대를 격파했다. 그 후 민병대는 싸움 없이 워싱턴을 버렸다. 제임스 매디슨 대통령과 나머지 미국 정부는 영국군이 도착하기 직전에 수도를 떠났다.
영국군은 그 후 전쟁에서 가장 파괴적인 습격 중 하나인 수도를 불태웠다. 영국군은 대통령 관저 (백악관), 미국 국회의사당, 병기창, 워싱턴 해군공창, 미국 재무부, 전쟁부를 포함한 수도의 가장 중요한 공공 건물들을 불태웠고, 포토맥강을 건너 버지니아주로 이어지는 롱 브리지의 북쪽 끝도 불태웠다. 그러나 영국군은 미국특허청과 해병대 막사는 살려두었다. 영부인 돌리 매디슨 또는 집사 중 일부는 영국군이 관저에 접근하자마자 길버트 스튜어트가 그린 조지 워싱턴의 전신 그림인 랜스다운 초상화를 구출했다.
전쟁의 여파로 가벼운 위기가 발생했는데, 많은 북부인들은 수도 이전을 주장하며 의회에 정부를 필라델피아로 이전하자는 투표를 제안했다. 이 제안은 83대 74표로 부결되었고, 정부 소재지는 워싱턴 D.C.에 남아있게 되었다.

### 워싱턴에 철도 도착
볼티모어 앤드 오하이오 철도는 1835년에 볼티모어에서 워싱턴까지 철도 노선을 개통했다.:157 1850년대에 워싱턴 지선의 여객 수송량이 증가함에 따라, 회사는 1851년에 뉴저지 애비뉴역을 개통했는데, 이 역은 국회의사당 바로 북쪽의 뉴저지 애비뉴 북서쪽에 위치한 대규모 역이었다.:92 남북 전쟁 이후 추가적인 철도 개발이 계속되었고, 새로운 B&O 노선인 메트로폴리탄 지선이 워싱턴 D.C.를 서쪽으로 연결했으며, 1870년대에는 볼티모어 앤드 포토맥 철도의 경쟁이 도입되었다. 1907년, 유니언역 (워싱턴 D.C.)이 도시의 중앙 터미널로 개통되었다.:227

### 회귀

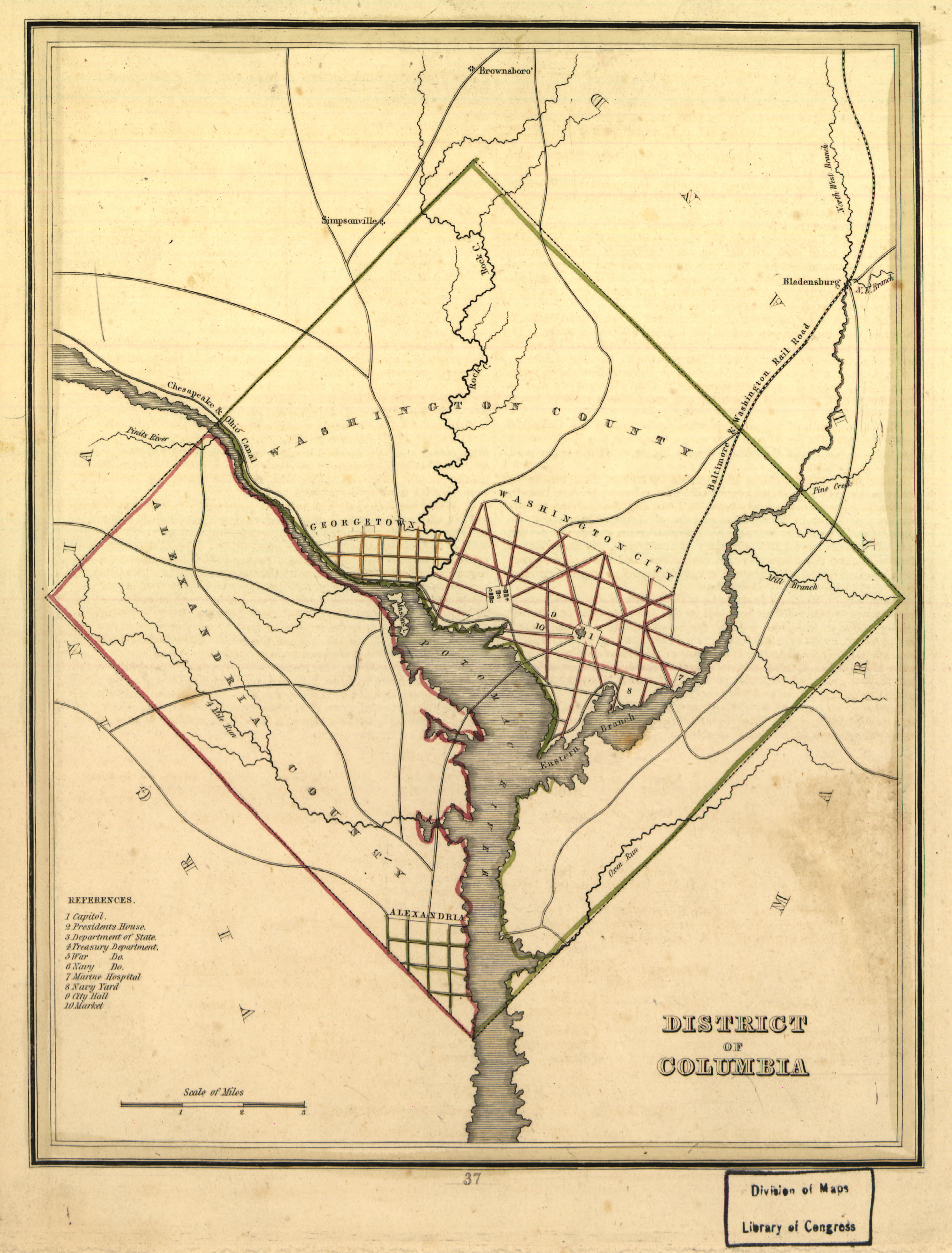
환원 전인 1835년의 컬럼비아 특별구 지도

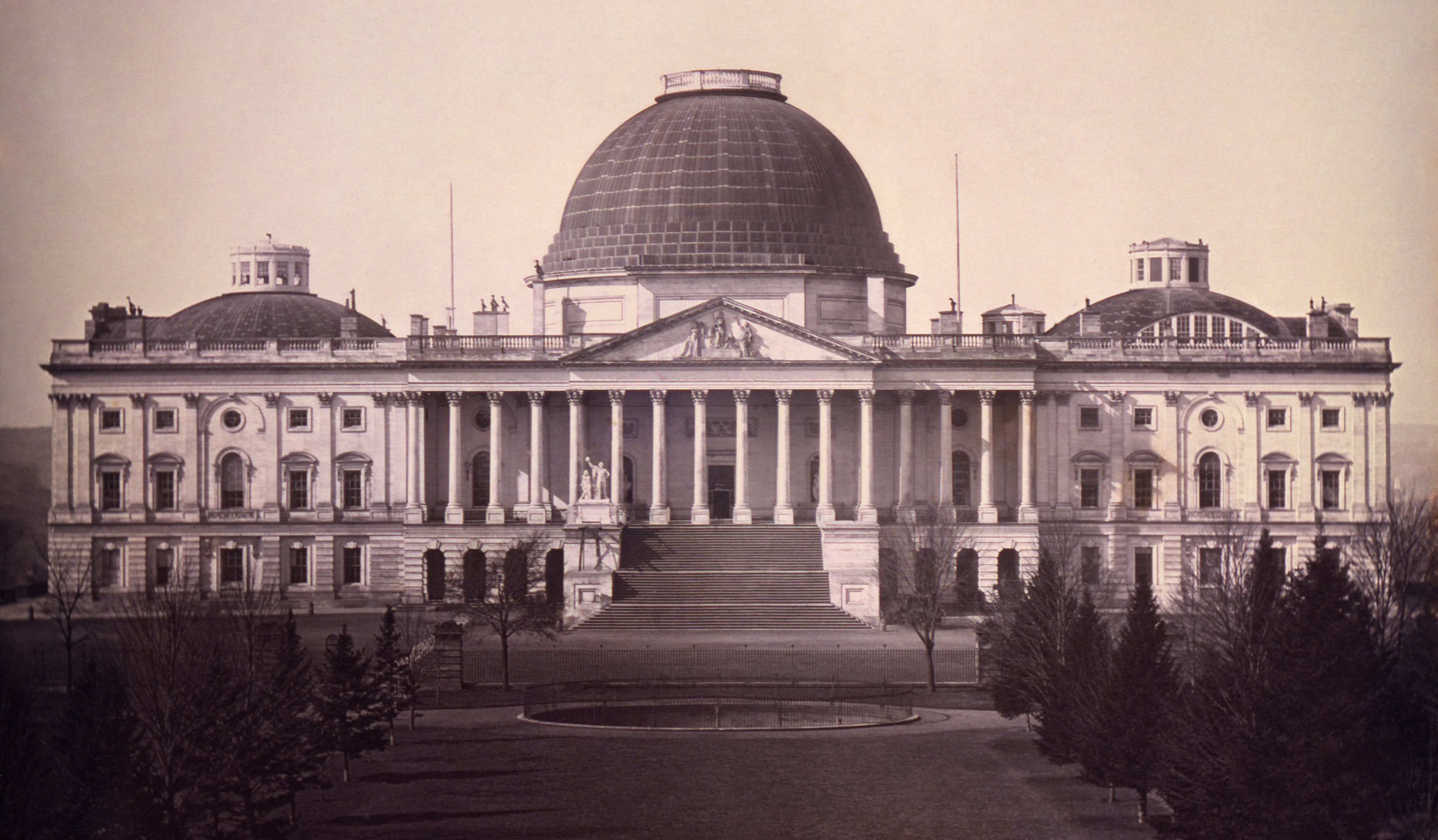
현재 로툰다가 추가되기 전인 1846년의 미국 국회의사당

"연방 도시"가 포토맥강 북쪽에 건설되자마자, 포토맥강 남쪽 컬럼비아 특별구 알렉산드리아군의 일부 주민들은 버지니아주의 관할권으로 돌아가기를 청원하기 시작했다. 시간이 지나면서 여러 가지 이유로 알렉산드리아를 특별구에서 분리하려는 더 큰 움직임이 일어났다.
- 알렉산드리아는 노예 무역의 중심지였다. 수도에서 노예제 폐지에 대한 이야기가 점점 늘어나고 있었다. 컬럼비아 특별구에서 노예제가 불법화되면 알렉산드리아의 경제는 타격을 입을 것이었다. 1848년, 당시 에이브러햄 링컨 의원은 특별구 내 노예제를 폐지하는 법안을 제출했지만 실패했다.
- 버지니아주에는 활발한 폐지론 운동이 있었다. 친노예제 세력이 버지니아 주의회에서 근소한 다수를 차지하고 있었다. 알렉산드리아와 알렉산드리아군이 버지니아주로 환원되면, 두 명의 새로운 친노예제 대표를 제공할 것이었다.
- 조지타운 항구와의 경쟁이 포토맥강 북쪽 지역, 즉 대부분의 의원들과 지역 연방 관리들이 거주하는 지역에 유리하게 전개되면서 알렉산드리아의 경제는 침체되었다.
- 레지던스 법은 연방 기관이 버지니아주에 위치하는 것을 금지했다.
- 알렉산드리아 운하는 C&O 운하를 알렉산드리아와 연결했는데, 연방 정부가 자금 지원을 꺼리는 수리가 필요했다.

국민투표 후, 알렉산드리아 카운티 주민들은 의회와 버지니아주에 해당 지역을 버지니아주로 반환해달라고 청원했다. 1846년 7월 9일 의회법에 따라, 그리고 버지니아주 총회의 승인을 받아, 포토맥강 남쪽 지역 (39 제곱마일 or 100 제곱킬로미터)은 1847년부터 버지니아주로 반환, 즉 "환원"되었다.
환원된 토지는 당시 알렉산드리아 카운티로 알려졌으며, 독립시 (미국)인 알렉산드리아 (버지니아주)의 일부와 알링턴군 전체를 포함한다. 강 근처의 환원된 토지의 대부분은 조지 워싱턴 파크 커스티스의 영지였는데, 그는 환원을 지지하고 버지니아주 의회에서 버지니아주 알렉산드리아 카운티의 헌장을 개발하는 데 도움을 주었다. 당시 알링턴 농장으로 알려졌던 이 영지는 그의 딸, 즉 로버트 E. 리의 아내에게 넘어갔고, 결국 알링턴 국립묘지가 되었다.

### 남북 전쟁 시대

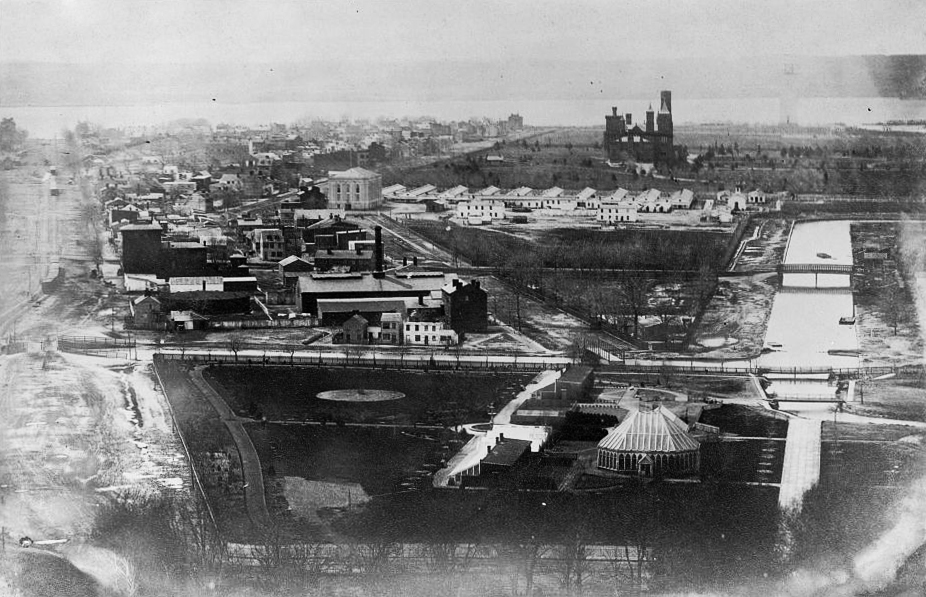
남북 전쟁 중인 1863년 내셔널 몰 남부

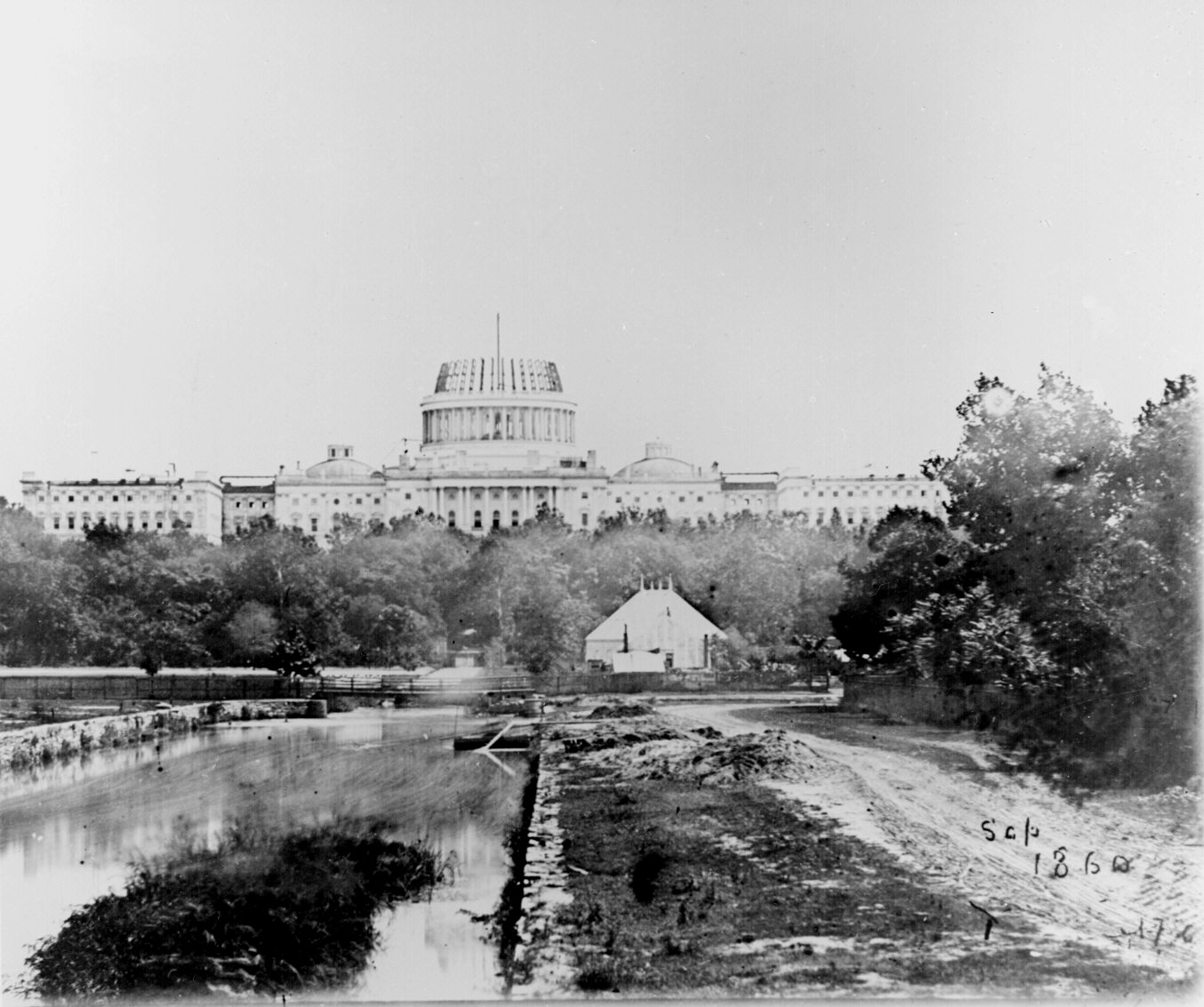
에이브러햄 링컨 대통령은 남북 전쟁 중에도 미국 국회의사당 건설을 계속해야 한다고 주장했다.

워싱턴 수로의 일부는 1859년에 개통되어 도시 주민들에게 식수를 공급하고 우물물에 대한 의존도를 줄였다. 미국 육군 공병대가 건설한 이 수로는 1864년에 완전 가동을 시작했으며, 포토맥강을 수원으로 사용했다.
워싱턴은 1861년 남북 전쟁 발발 전까지는 수천 명의 주민이 사는 작은 도시였으며, 여름철에는 거의 텅 비어 있었다. 에이브러햄 링컨 대통령은 연방 수도를 방어하기 위해 포토맥 군을 창설했고, 수천 명의 군인들이 이 지역으로 왔다. 전쟁을 관리하기 위한 연방 정부의 상당한 확장과 퇴역 군인 연금과 같은 전쟁의 유산은 도시 인구의 주목할 만한 성장을 이끌었는데, 1860년 75,000명에서 1870년 132,000명으로 증가했다.
특별구 전체의 노예제는 링컨이 노예 해방 선언을 발표하기 8개월 전인 1862년 4월 16일에 보상 해방법의 통과로 폐지되었다. 이 도시는 해방된 노예들이 모이는 인기 있는 장소가 되었다.
남북 전쟁 내내, 이 도시는 남군의 공격을 대부분 저지하는 북군 요새들로 둘러싸여 방어되었다. 주목할 만한 예외는 1864년 7월 포트 스티븐스 전투로, 북군 병사들이 남군 주벌 얼리 장군이 지휘하는 병사들을 격퇴했다. 이 전투는 링컨이 전투를 관찰하기 위해 요새를 방문했을 때 미국 대통령이 전시 중에 적의 공격을 받은 두 번째 경우였다. 첫 번째는 제임스 매디슨이 미영 전쟁 중이었다. 20,000명 이상의 병들고 부상당한 북군 병사들이 수도의 다양한 영구 및 임시 병원에서 치료를 받았다.

### 남북 전쟁 이후 시대

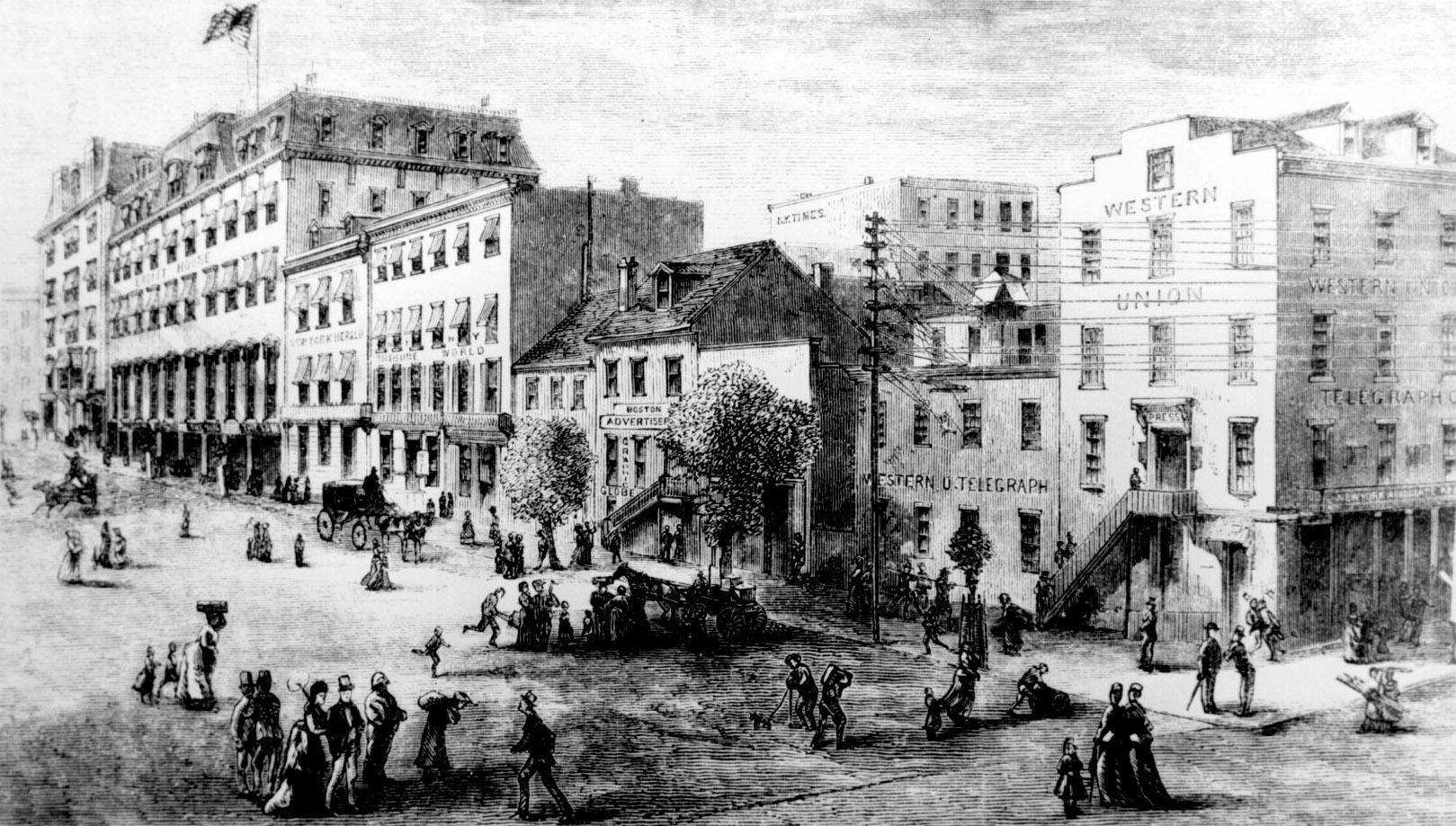
1874년 펜실베이니아 애비뉴의 신문사 거리

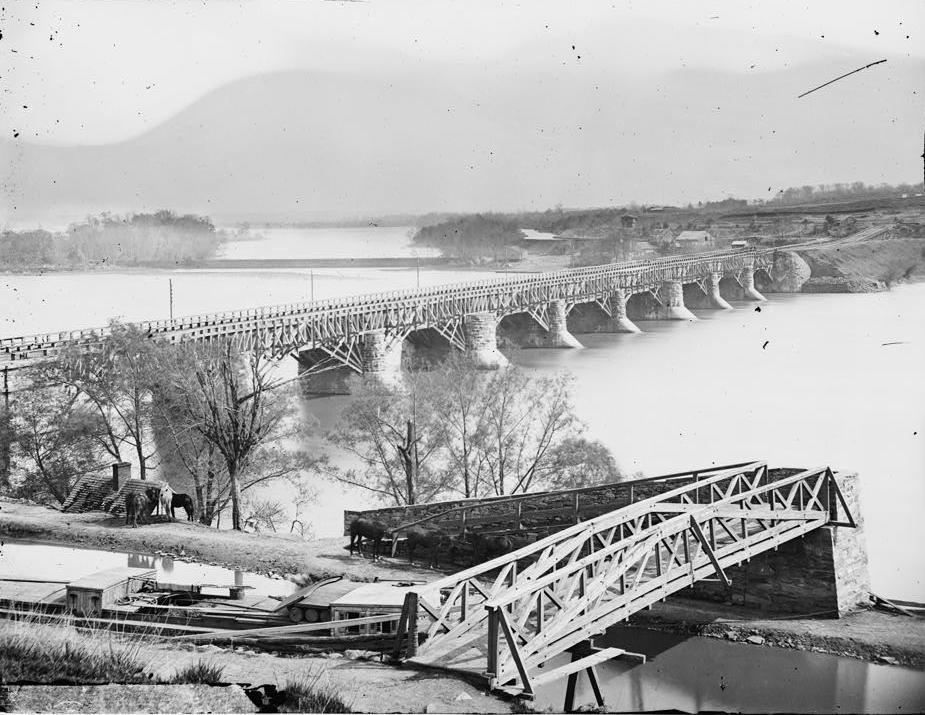
포토맥강을 가로지르는 수로교 (포토맥강)와 배경의 버지니아주 북부, 전경의 체서피크 오하이오 운하

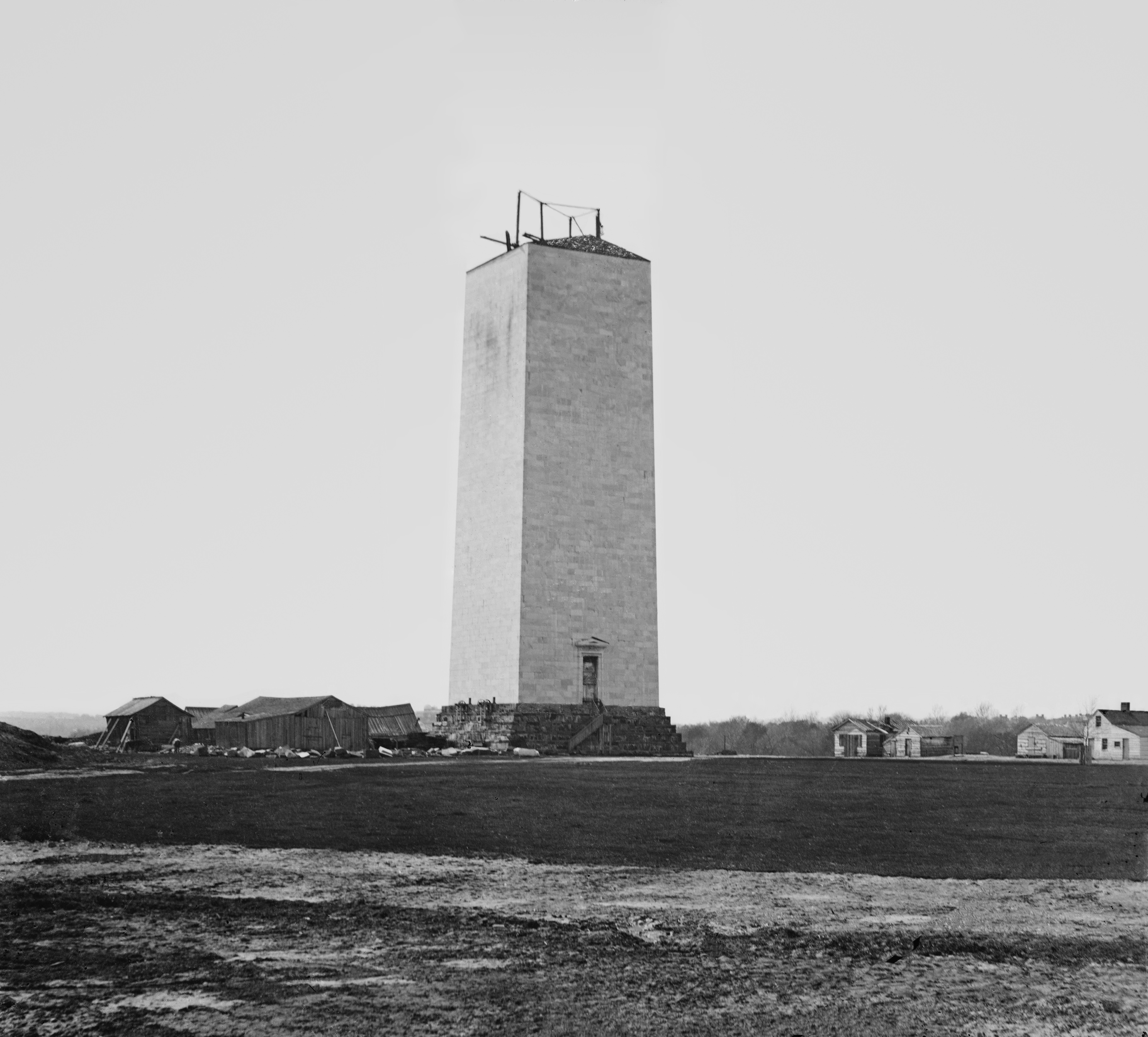
워싱턴 기념탑은 1884년에 완공되기 전까지 25년 동안 미완성 형태로 서 있었다. 완공되었을 때, 이 건물은 세계에서 가장 높은 인공 구조물이었다.

1865년 4월 14일, 남북 전쟁이 끝난 지 불과 며칠 후, 링컨은 연극 우리 미국인 사촌 공연 중 포드 극장에서 존 윌크스 부스에게 총을 맞았다. 다음 날 아침 7시 22분, 링컨 대통령은 길 건너편 피터슨 하우스에서 사망했으며, 이는 암살된 첫 미국 대통령이다. 링컨 사망 후, 당시 전쟁부 장관 에드윈 M. 스탠턴은 "이제 그는 역사에 남는다"고 말했다.
1870년까지, 특별구의 인구는 이전 인구조사보다 75% 증가하여 거의 132,000명에 달했다. 도시의 성장에도 불구하고, 워싱턴은 여전히 흙길이었고 기본적인 위생 시설이 부족했다. 상황이 너무 심각해서 일부 국회의원들은 수도를 더 서쪽으로 옮길 것을 제안했지만, 율리시스 S. 그랜트 대통령은 그러한 제안을 고려하기를 거부했다.
수도의 열악한 상황에 대응하여, 의회는 1871년 컬럼비아 특별구 유기법을 통과시켜 워싱턴과 조지타운 시의 개별 헌장을 폐지하고 컬럼비아 특별구 전체에 대한 새로운 준주 정부를 수립했다. 이 법은 대통령이 임명하는 주지사, 11명의 임명된 위원들로 구성된 상원과 특별구 주민들이 선출한 22명의 대의원으로 구성된 입법부, 그리고 도시 현대화를 담당하는 임명된 공공사업위원회를 규정했다.
그랜트 대통령은 1873년에 공공사업위원회의 영향력 있는 위원인 알렉산더 로비 셰퍼드를 주지사로 임명했다. 셰퍼드는 워싱턴을 크게 현대화한 대규모 시정 사업을 승인했다. 그러나 주지사는 자본 개선을 위해 책정된 예산의 세 배를 지출했다. 그는 결국 도시를 파산시켰다. 1874년, 의회는 특별구의 준주 정부를 폐지하고 대통령이 임명하는 3인 위원회로 대체했으며, 이 중 한 명은 미국 육군 공병대의 대표였다. 3명의 위원들은 그들 중에서 한 명을 위원회 의장으로 선출했다.
1878년의 추가적인 의회법은 3인 위원회를 컬럼비아 특별구의 영구 정부로 만들었다. 이 법은 또한 학교, 보건, 경찰에 대한 이사회와 같은 남아있는 모든 지방 기관을 폐지하는 효과를 가져왔다. 위원들은 거의 한 세기 동안 이러한 형태의 직접 통치를 유지했다.
특별구의 첫 전동차는 1888년에 운행을 시작하여 워싱턴 시의 원래 경계를 넘어선 지역의 성장을 촉진했다. 1888년, 의회는 특별구 내의 모든 새로운 개발이 워싱턴 시의 배치에 부합하도록 요구했다. 워싱턴 시의 북쪽 경계인 바운더리 스트리트는 1890년에 플로리다 애비뉴로 이름이 변경되었는데, 이는 워싱턴 군의 교외 지역 성장을 반영한 것이었다. 도시의 거리는 1893년부터 특별구 전역으로 확장되었다. 1895년에 통과된 추가 법률은 워싱턴이 조지타운을 공식적으로 흡수하고 거리 이름을 변경하도록 규정했는데, 그 전까지 조지타운은 명목상 별개의 정체성을 유지하고 있었다. 통합 정부와 특별구 내 교외 지역이 도시 지역으로 변화하면서, 결국 도시 전체는 워싱턴 D.C.라는 이름을 갖게 되었다.
1880년대 초반, 워싱턴 시 운하는 덮여졌다. 원래 티베르 크리크의 확장이었던 이 운하는 국회의사당을 포토맥강과 연결했으며, 현재의 콘스티튜션 애비뉴(Constitution Avenue)에 해당하는 몰의 북쪽을 따라 흐르고 있었다. 그러나 국가가 철도 수송으로 전환하면서 이 운하는 더 이상 정체된 하수도에 불과하게 되었고, 결국 제거되었다.
운하의 흔적은 여전히 남아 있다. 국회의사당 남쪽에는 캐널 스트리트(Canal Street)라는 도로가 인디펜던스 애비뉴, 워싱턴 D.C. 남서부, 그리고 E 스트리트, 워싱턴 D.C. 남동부를 연결한다 (비록 도로의 가장 북쪽 부분은 워싱턴주를 기념하기 위해 워싱턴 애비뉴로 이름이 변경되었지만). 1835년에 C&O 운하의 동쪽 끝 (C&O가 티베르 크리크와 포토맥강으로 흘러들어가는 지점)에 건설된 갑문 관리인의 집은 콘스티튜션 애비뉴, 워싱턴 D.C. 북서부, (이전에는 B 스트리트 북서부)와 17번가 북서부의 남서쪽 모서리에 남아 있다 (참조: 록키퍼스 하우스, C & O 운하 확장). 시 운하의 서쪽 끝은 포토맥강으로 흘러들어가 갑문 관리인의 집 근처에서 C&O 운하와 연결되었다.
이 시기 워싱턴의 가장 중요한 건축가 중 한 명은 독일 이민자인 아돌프 클러스였다. 1860년대부터 1890년대까지, 그는 국립 박물관, 농업부, 섬너 스쿨, 프랭클린 스쿨을 포함하여 도시 전역에 80개 이상의 공공 및 사립 건물을 건설했다.
조지 워싱턴을 기리는 기념물이자 세계에서 가장 높은 석조 구조물인 워싱턴 기념탑은 1884년에 완공되었다.

## 20세기

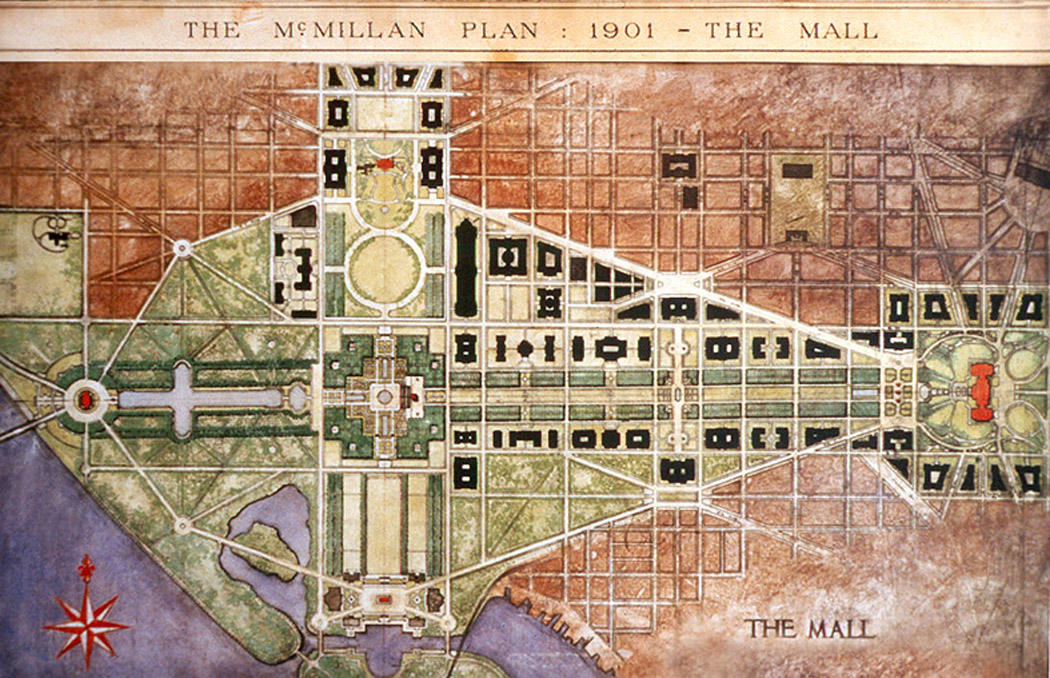
1901년 맥밀런 계획의 중심인 내셔널 몰과 그 중심을 통과하는 길

1908년 펜실베이니아 애비뉴 풍경

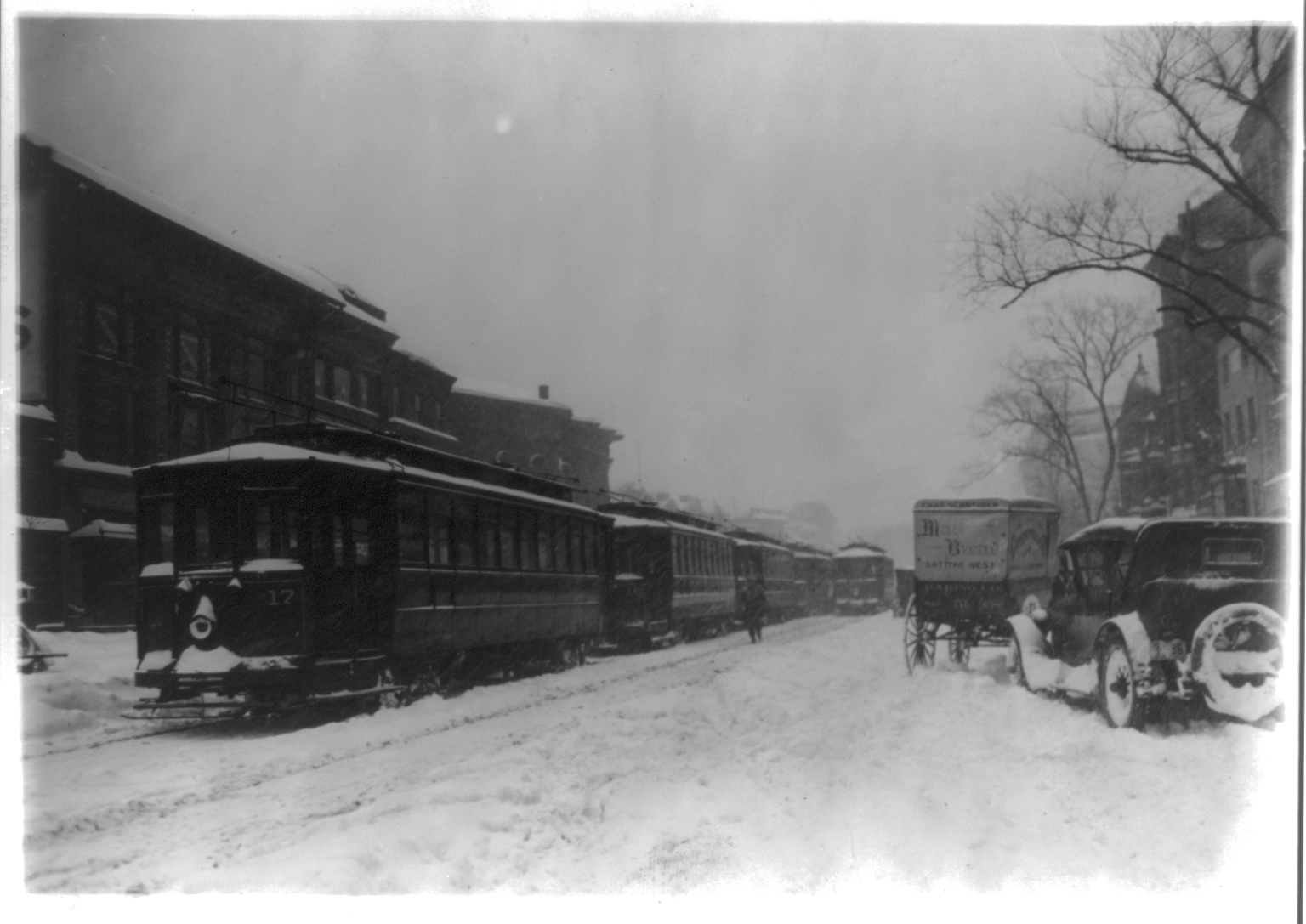
1922년 1월 승객을 태운 노면 전차

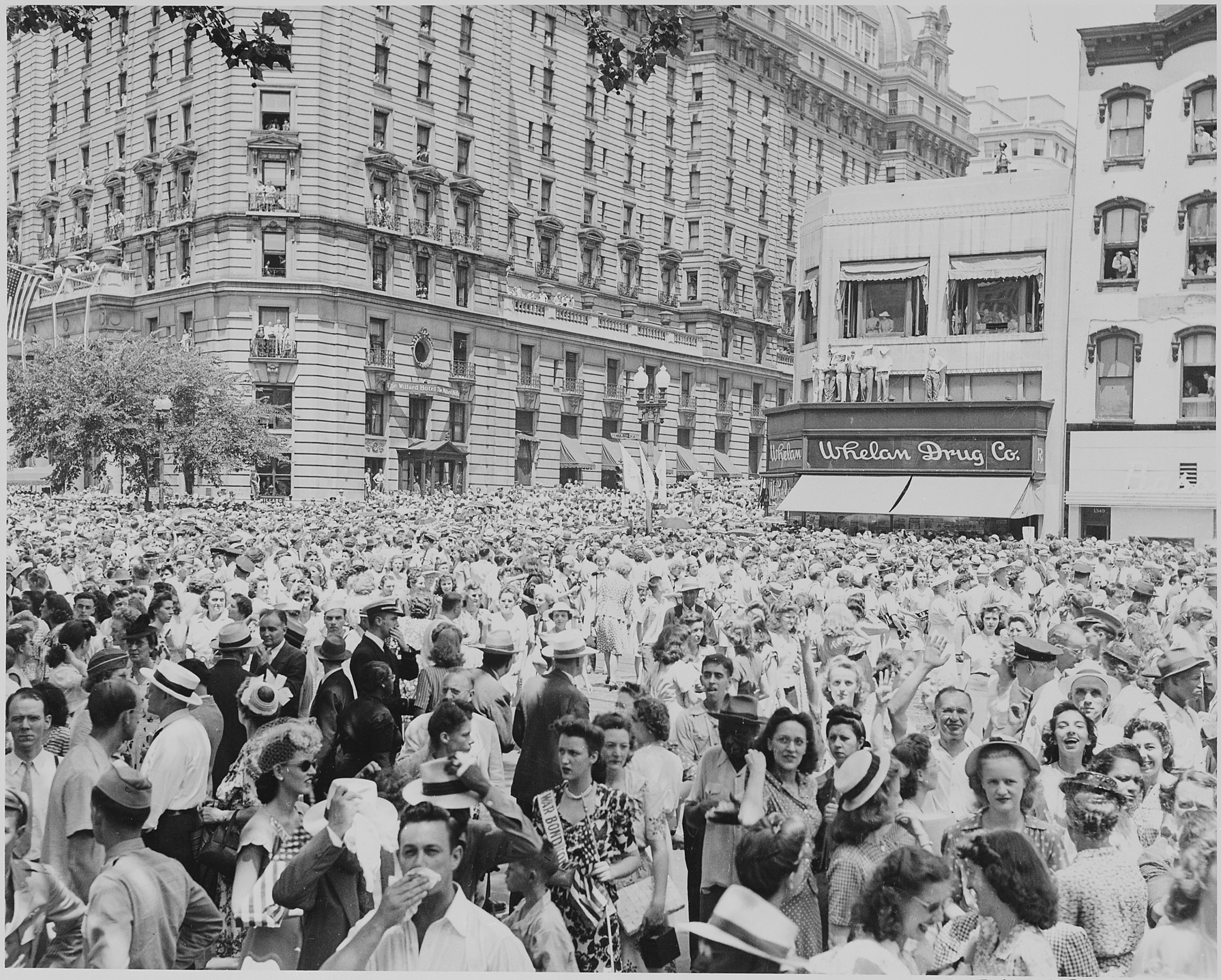
1945년 6월, 제2차 세계 대전에서 연합국의 승리 후 드와이트 D. 아이젠하워 장군이 도시에서 영웅적인 환영을 받았다.

1901년, 의회가 전년도에 구성한 컬럼비아 특별구 상원 공원 개선 위원회, 즉 맥밀런 위원회는 내셔널 몰 재개발을 위한 건축 계획인 맥밀런 계획을 수립했다. 위원회는 완전히 실현되지 않았던 랑팡의 1791년 도시 계획에서 영감을 받았다. 위원회 구성원들은 또한 파리, 런던, 로마와 같은 유럽 수도의 웅장함을 모방하고자 했다. 그들은 또한 도시 미화 운동에 강하게 영향을 받았는데, 이는 중요하고 기념비적인 건축을 통해 빈민층에게 시민적 미덕을 함양하려는 진보적 이념이었다. 대니얼 버넘과 프레데릭 로 옴스테드 주니어를 포함한 몇몇 위원회 구성원들은 실제로 1893년 세계 콜럼비아 박람회에 참여했으며, 이는 널리 인기를 얻어 도시 미화 운동에 대한 관심을 확산시키는 데 기여했다.
맥밀런 계획은 여러 면에서 도시 재개발의 초기 형태였으며, 미국 국회의사당 주변의 많은 빈민가를 제거하고 새로운 공공 기념물과 정부 건물을 건설했다. 이 계획은 내셔널 몰의 재설계와 버넘이 설계한 미래의 유니언역 (워싱턴 D.C.) 건설을 제안했다. 제1차 세계 대전으로 인해 계획 실행이 중단되었지만, 1922년 링컨 기념관 건설로 계획이 거의 완료되었다.
맥밀런 계획이 연방 삼각지 지역의 일부 빈민가를 철거하는 결과를 낳았음에도 불구하고, 20세기 초 워싱턴 D.C.에서는 빈민가 주택 문제가 훨씬 더 심각했으며, 인구의 상당 부분이 소위 "골목 주거"에 살고 있었다. 진보적 노력은 결국 1934년 골목 주거청 설립으로 이어졌다. 존 일더가 이끄는 이 기관은 공영 주택 기관의 초기 사례였으며, 빈민가 주택을 철거하고 저렴하고 현대적이며 위생적인 새로운 주택 단지를 건설하는 역할을 담당했다.
1913년에 시작된 우드로 윌슨 대통령의 첫 행정부 기간 동안, 그는 1863년 이래 처음으로 여러 연방 부서에 분리 정책을 도입했다. 그는 일부 내각 임명자들이 직원들을 분리하고 별도의 식당과 화장실을 만들 것을 요청한 것을 지지했다. 그는 이로 인해 특히 흑인들로부터 많은 표를 얻었음에도 불구하고 많은 비판을 받았다. 이 정책은 수십 년 동안 유지되었다.
컬럼비아 특별구에 대한 연방 통치의 한 가지 장점은 공립학교 교사들이 연방 공무원으로 간주되었다는 점이다. 학교는 분리되어 있었지만, 흑인과 백인 교사들은 동일한 급여를 받았다. 이 시스템은 특히 흑인들을 위한 학업 고등학교인 M 스트리트 스쿨, 나중에 던바 고등학교에 매우 유능한 교사들을 끌어모았다.
1919년 7월, 백인들, 즉 미군 제복을 입은 해군과 육군 병사들을 포함하여, 붉은 여름에 전국 도시에서 폭력이 발생했을 때 워싱턴에서 흑인들을 공격했다. 워싱턴에서 촉매제가 된 것은 흑인 남성이 강간 혐의로 체포되었다는 소문이었다. 4일간의 폭동 속에서 백인들은 거리에서 무작위로 흑인들을 구타하고 전차에서 끌어내려 공격했다. 경찰이 개입을 거부하자 흑인들은 반격했다. 군대가 술집과 극장을 폐쇄하며 질서를 회복하려고 했지만, 여름 폭우가 더 큰 진정 효과를 가져왔다. 15명이 사망했는데, 경찰관 2명을 포함한 백인 10명과 흑인 5명이었다. 50명은 중상을 입었고 100명은 경상을 입었다. 전미 유색인 지위 향상 협회는 우드로 윌슨 대통령에게 항의했다.
1922년, 워싱턴 D.C.는 노면전차 극장인 니커보커 극장의 지붕 붕괴를 초래한 18 인치 (46 cm)의 눈을 퍼부은 니커보커 폭풍으로 인해 가장 치명적인 자연재해를 겪었다. 미국 국회의원을 포함하여 98명이 사망했고 133명이 부상당했다.
1932년 7월 28일, 허버트 후버 대통령은 미국 육군에게 제1차 세계 대전 참전용사들의 "보너스 아미"를 강제로 퇴거시키도록 명령했는데, 이들은 약속된 참전용사 혜택을 조기에 받기 위해 워싱턴 D.C.에 모여 있었다. 미군은 다음 날 "보너스 아미"의 마지막 병력을 해산시켰다.
1930년대 대공황 동안, 프랭클린 D. 루스벨트 대통령의 뉴딜 프로그램에 따라 추가 연방 기관이 설립되면서 도시 인구가 급증했으며, 이 기간 동안 대부분의 연방 삼각지 건물이 건설되었다.
1930년대 후반, 하원 지구 세출 소위원회의 위원장이었던 미시시피주 출신 로스 A. 콜린스는 워싱턴 D.C.의 복지 및 교육 기금 지출을 삭감하며 "내 유권자들은 니그로들에게 돈을 쓰는 것을 용납하지 않을 것"이라고 말했다.
제2차 세계 대전은 인구를 더욱 증가시켰다. 1940년에서 1943년 사이에 300,000명 이상이 증가했으며, 기존 주민들에게 전국 각지에서 온 연방 직원들에게 방을 임대하도록 권장하면서 심각한 주택 부족 현상이 나타났다. "살기에는 끔찍한 곳"이라고 라이프 (잡지)는 1943년에 썼다. 도시의 인프라는 인구만큼 빠르게 성장할 수 없었고, 주민들은 음식, 교통, 쇼핑, 오락, 그리고 거의 모든 다른 삶의 영역에서 긴 줄을 서야 했다.
제2차 세계 대전 중에는 하루에 200,000명에 달하는 철도 승객이 유니언역 (워싱턴 D.C.)을 통과했다. 인근 알링턴에 펜타곤이 건설되어 연방 국방 사무소를 하나의 건물에 효율적으로 통합할 수 있었다. 세계에서 가장 큰 사무실 건물 중 하나인 펜타곤은 전쟁 초기 몇 년 동안 빠르게 건설되었으며, 1942년에 부분적으로 개방되었고 1943년에 완공되었다.

### 민권 운동
틀:CRM in Washington D.C.

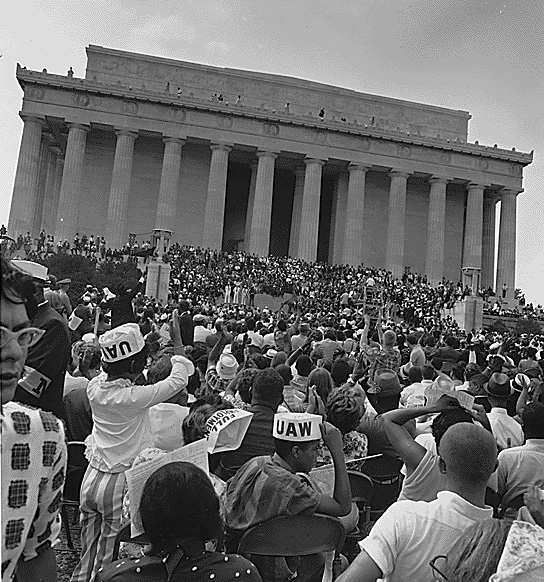
1963년 8월 28일 링컨 기념관에서 워싱턴 행진 중인 민권 운동가들

1944년 미시시피주 출신의 급진적인 남부 민주당원이자 분리주의자인 시어도어 G. 빌보 상원의원이 상원 컬럼비아 특별구 위원회 위원장으로 임명된 후, 1944년 워싱턴 D.C.에서 인종 분리가 잠시 심화되었다. 빌보는 이 지역을 "모범적인 도시"로 만들고자 했으며, 도시의 직장, 공원, 그리고 내셔널 공항에서 분리 정책을 강화했다. 해리 트루먼 대통령은 1948년에 법적으로 군대와 연방 직장에서의 인종 차별을 종식시켰다. 워싱턴의 공원과 레크리에이션 시설은 1954년까지 관습적으로 분리된 상태로 남아 있었다. 공립학교는 곧 그 이후로 인종 통합이 이루어졌다.
도시 교육 위원회가 존 필립 수사 주니어 하이 스쿨을 건설하기 시작했을 때, 아나코스티아 지역의 한 부모 그룹은 학교에 흑인과 백인 학생들을 모두 입학시켜 달라고 청원했다. 학교가 건설되었을 때, 교육 위원회는 백인들만 등록할 수 있다고 선언했다. 부모들은 획기적인 대법원 판결인 볼링 대 샤프 사건에서 결정된 소송을 제기했다. 부분적으로 미국의 헌법에 따른 특별구의 독특한 지위 때문에, 법원은 워싱턴 D.C.의 모든 공립학교가 통합되어야 한다고 만장일치로 결정했다. 이 판결과 획기적인 1954년 대법원 판결인 브라운 대 토피카 교육위원회 재판 이후, 아이젠하워 행정부는 워싱턴 D.C. 학교를 전국에 모범이 되도록 첫 번째로 인종 통합하기로 결정했다.
1957년, 워싱턴 D.C.는 전국에서 처음으로 아프리카계 미국인 인구가 다수를 차지하는 주요 도시가 되었다. 다른 많은 도시들과 마찬가지로, 제1차 세계 대전 중 시작되어 1940년대와 1950년대에 가속화된 흑인 대이동으로 미국 남부에서 수천 명의 흑인이 유입되었다. 제2차 세계 대전 동안 정부와 국방 산업이 확장되면서 많은 신규 주민들이 일자리를 찾았다. 전후에는 경제적으로 더 안정된 백인들이 대부분의 주요 도시 주변에서 발생한 교외화 운동으로 인접 주들의 새로운 주택으로 이주하기 시작했다. 이들은 연방 및 주 정부가 시행한 광범위한 고속도로 건설의 도움을 받았다.
1963년 8월 28일, 워싱턴 D.C.는 직업과 자유를 위한 워싱턴 행진과 마틴 루터 킹 주니어의 유명한 "I Have a Dream" 연설이 링컨 기념관에서 열리면서 미국의 흑인 민권 운동의 중심적인 역할을 했다. 1968년 4월 4일 멤피스에서 킹이 암살당한 후, 워싱턴은 U 스트리트 지역에서 시작되어 컬럼비아 하이츠를 포함한 다른 흑인 지역으로 확산된 폭동으로 황폐해졌다. 이러한 사회 불안은 많은 백인과 중산층 흑인들이 도시 중심부에서 이주하게 만들었다. 이미 일부 주민들은 새로운 주택을 찾고 학교 통합을 피하기 위해 교외 지역으로 꾸준히 이동하고 있었다. 1960년대 후반과 1970년대 초반, 많은 기업들이 도심과 도심 지역을 떠나 교외 쇼핑몰로, 그리고 주거 개발을 따라 이동했다. 폭동의 흔적은 1990년대 후반까지 일부 지역에 남아 있었다.

### 자치권

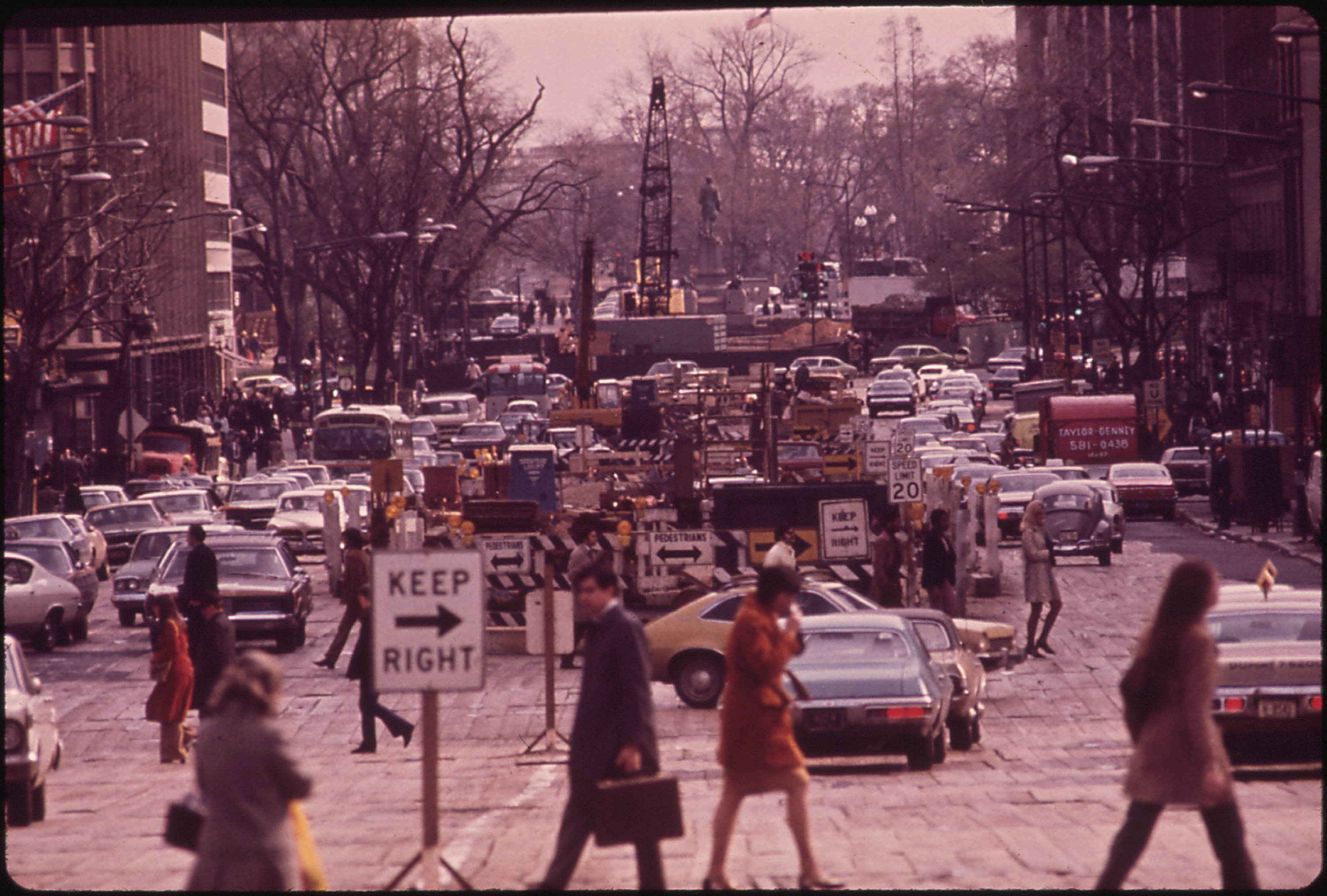
1973년 코네티컷 애비뉴에서 워싱턴 메트로 건설

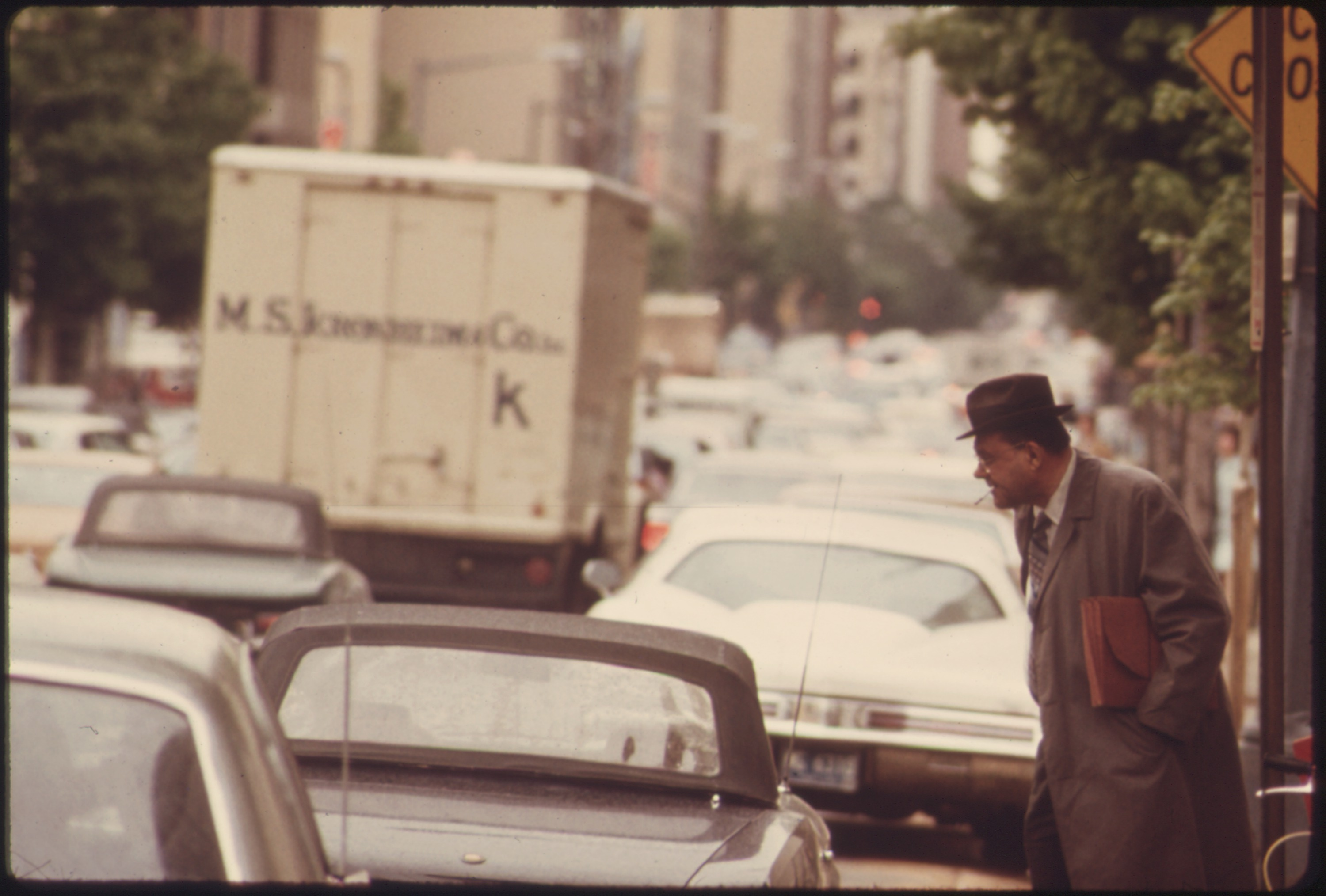
1974년 5월 대규모 버스 파업으로 인해 도시 전역에서 엄청난 교통 체증이 발생했다.

이 특별구는 하원에 대표를 선출하며, 이 대표는 하원 의원으로서의 일반적인 권리(예: 선임권, 위원회 위원 자격)를 가지지만 공식적으로 투표할 수는 없다. 1961년 3월 29일에 비준된 미국 수정 헌법 제23조는 국민들에게 가장 작은 주의 크기에 해당하는 선거인단 투표권(3표)을 부여한다.
1973년, 의회는 컬럼비아 특별구 자치법을 통과시켜, 시에 대한 일부 권한을 새롭게 직접 선출되는 시의회와 시장에게 양도했다. 월터 워싱턴이 워싱턴 D.C.의 첫 선출 시장이 되었다.
워싱턴 메트로 지하철 시스템의 첫 4.6 마일 (7.4 km) 구간은 1976년 3월 27일에 개통되었다. 이는 자금 지원과 고속도로 건설, 특히 북중부 고속도로 건설 제안이 거부되는 등 의회와의 수년간 격렬한 논쟁 끝에 이루어진 것이었다. 워싱턴 대도시권 교통국은 여러 지역 버스 회사가 합병되어 1973년에 설립되었다. 프렌드십 하이츠, 밴 네스–UDC (WMATA 역), 갤러리 플레이스 (WMATA 역), 컬럼비아 하이츠, U 스트리트, 그리고 네이비 야드 – 볼파크 (WMATA 역)와 같은 몇몇 새로운 메트로 역은 결국 상업 개발의 촉매제가 되었다. 존 F. 케네디 센터는 1971년에 개관했다. 비슷한 시기에 내셔널 몰 주변에 여러 새로운 박물관과 역사 기념물들이 개관했다.
1978년 의회는 컬럼비아 특별구 투표권 수정안을 주에 비준을 위해 보냈다. 이 수정안은 이 지역에 주와 같은 하원, 상원, 선거인단 대표권을 부여했을 것이다. 제안된 수정안은 비준을 위한 7년의 제한 기간을 가졌고, 이 기간 동안 16개 주만이 비준했다.
시의 지방 정부는 특히 매리언 배리 시장 재임 기간 동안 부실 관리와 낭비로 비난받았다. 배리는 1978년 민주당 예비선거에서 현직 시장인 월터 워싱턴을 물리쳤다. 배리는 그 후 시장으로 선출되어 3연속 4년 임기를 수행했다. 1989년 그의 행정부 기간 동안, 워싱턴 먼슬리 잡지는 이 특별구가 "미국에서 가장 형편없는 시 정부"를 가지고 있다고 주장했다. 1990년 경범죄 마약 혐의로 6개월간 수감된 후, 배리는 재선에 출마하지 않았다. 1991년, 샤론 프랫 켈리는 미국 주요 도시를 이끈 최초의 흑인 여성이 되었다.
배리는 1994년에 다시 당선되었고, 다음 해에는 시가 거의 파산 지경에 이르렀다. 1995년, 의회는 컬럼비아 특별구 재정 통제 위원회를 설립하여 모든 시 예산 지출을 감독하고 시 정부를 재건하도록 했다. 앤서니 윌리엄스 시장은 1998년에 당선되었다. 그의 행정부는 더 큰 번영, 도시 재개발, 그리고 예산 흑자를 기록했다. 이 특별구는 2001년에 재정에 대한 통제권을 되찾았고, 같은 해 9월에 감독 위원회의 운영이 중단되었다.
윌리엄스는 2006년 재선에 출마하지 않았다. 에이드리언 펜티 의원은 그 해 민주당 예비선거에서 린다 크롭 의장을 물리치고 윌리엄스의 뒤를 이어 시장이 되었고 2007년에 임기를 시작했다. 취임 직후 펜티는 시의회의 승인을 얻어 시의 저조한 공립학교 시스템을 직접 관리하고 개편했다. 그러나 펜티는 2010년 8월 전 의회 의장인 빈센트 그레이에게 민주당 예비선거에서 패배했다. 그레이 시장은 총선에서 승리했고, 2011년 1월 취임하여 도시 주민들과 소외 지역에 더 많은 경제적 기회를 제공하겠다고 약속했다.

## 21세기

### 테러 및 안보

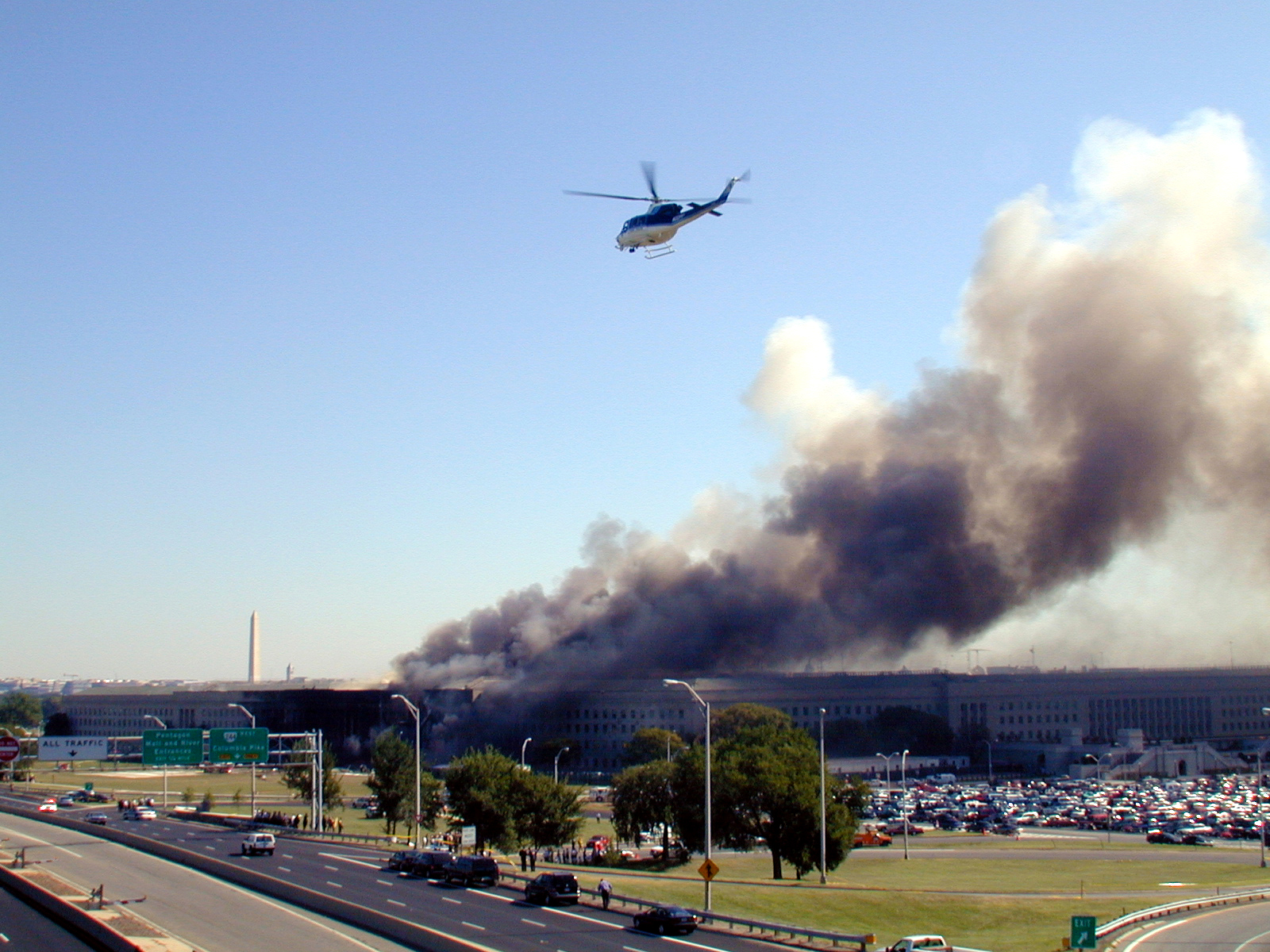
9·11 테러 이후의 펜타곤과 배경에 보이는 워싱턴 기념탑

워싱턴 대도시권은 9·11 테러의 주요 목표였다. 아메리칸 항공 77편 테러 사건은 5명의 이슬람 테러리스트에 의해 납치되어 워싱턴에서 포토맥강 건너편 알링턴군의 펜타곤으로 돌진하여 건물 내부에서 125명을 살해하고 항공기 탑승자 64명(테러리스트 5명 포함)도 사망했다. 또한 납치되어 펜실베이니아주 섕크스빌 근처 벌판에 추락한 유나이티드 항공 93편 테러 사건은 백악관 또는 미국 국회의사당을 목표로 삼았을 것으로 추정된다.
2001년 9월 11일 이후, 워싱턴에서는 몇몇 주목할 만한 사건과 보안 문제가 발생했다. 2001년 10월, 탄저균 테러는 여러 국회의원에게 보낸 탄저균 오염 우편물과 관련하여 31명의 직원을 감염시키고 브렌트우드 분류 시설에서 오염된 우편물을 취급한 2명의 미국 우정청 직원을 사망시켰다. FBI와 법무부 조사는 탄저균 테러의 유력한 범인이 브루스 에드워즈 아이빈스 과학자라고 결론 내렸지만, 그는 공식 기소되기 전인 2008년 7월에 자살했다.
2002년 10월 3주 동안, 벨트웨이 저격 사건으로 인해 워싱턴 지역 주민들 사이에 공포가 확산되었다. 10명의 무작위 피해자가 사망하고 3명이 부상당했으며, 2002년 10월 24일 존 앨런 무함마드와 리 보이드 말보가 체포되었다.
2003년과 2004년에 연쇄 방화범이 주로 워싱턴 D.C.와 메릴랜드 근교에서 40건 이상의 화재를 일으켰으며, 이 중 한 건은 노년 여성이 사망했다. 2005년 4월, 지역 남성이 연쇄 방화 사건으로 체포되어 유죄를 인정했다.
2003년 11월 백악관 우편실과 2004년 2월 미국 상원 다수당 원내대표 빌 프리스트의 우편실에서 독소 리신이 발견되었다.
9·11 테러 이후 워싱턴의 보안이 강화되었다. 생물학 물질 탐지 장치, 금속 탐지기, 차량 차단막이 사무실 건물뿐만 아니라 정부 건물에서도 더욱 흔해졌다. 2004년 마드리드 열차 테러 이후, 지방 당국은 취약한 워싱턴 메트로 지하철 시스템에 폭발물 탐지기를 시험하기로 결정했다.
파키스탄에 있는 미군이 테러범 은신처로 의심되는 집을 급습했을 때, 그들은 워싱턴 D.C., 뉴욕 시, 뉴저지주 뉴어크에 대한 몇 년 전의 계획된 공격에 대한 정보를 발견했다. 이 정보는 정보 기관에 전달되었다. 2004년 8월 1일, 국토안보부 장관은 도시에 오렌지 (높음) 경보를 발령했다. 며칠 후, 캐피틀 힐과 포기 보텀 지역 주변에 보안 검문소가 설치되었고, 미국 국회의사당과 같이 한때 자유롭게 접근할 수 있었던 기념물에는 울타리가 세워졌다. 백악관 투어는 의회 의원들이 주선한 경우로 제한되었다. 생물학적 제제, 금속 탐지기, 차량 차단막과 같은 보안 장비가 사무실 건물뿐만 아니라 정부 건물과 교통 시설에서도 더욱 흔해졌다. 이러한 초고강도 보안은 "요새 워싱턴"이라고 불렸는데, 많은 사람들은 몇 년 전의 정보에 기반하여 "워싱턴을 벽으로 둘러싸는 것"에 반대했다. 미국 국회의사당 주변에 설치되었던 차량 검사는 2004년 11월에 철거되었다.

### 워싱턴 해군공창 총기 난사 사건
2013년 9월 16일, 워싱턴 해군공창 총기 난사 사건이 발생했는데, 단독 범인 아론 알렉시스가 시의 워싱턴 D.C. 남동부 구역에 있는 워싱턴 해군공창 내 해군해상시스템사령부 (NAVSEA) 본부에서 총기 난사로 12명을 살해하고 3명에게 부상을 입혔다. 해군공창 197번 건물에서 발생한 이 공격은 오전 8시 20분경 (동부 일광 절약 시간) 시작되어 오전 9시 20분경 알렉시스가 경찰에 의해 사살되면서 끝났다. 이 사건은 2009년 11월 포트 후드 총기 난사 사건에 이어 미국 군사 기지에서 발생한 두 번째로 치명적인 대량 살인 사건이었다.

### 주 승격 운동
2016년 11월 8일, 워싱턴 유권자들은 특별구를 51번째 주로 승격하고 새로운 주의 헌법과 경계를 승인하도록 의회에 청원하는 것을 포함한 제안을 찬성 또는 반대할지 여부를 시의회에 권고하도록 요청받았다. 컬럼비아 특별구의 유권자들은 제안 승인을 권고하는 데 압도적으로 찬성하여, 86%의 유권자가 제안 승인을 권고하는 데 찬성했다. 의회 내 공화당의 반대와 헌법적 문제 등은 이 운동에 계속해서 문제를 야기하고 있다.

### 2021년 미국 국회의사당 습격 사건

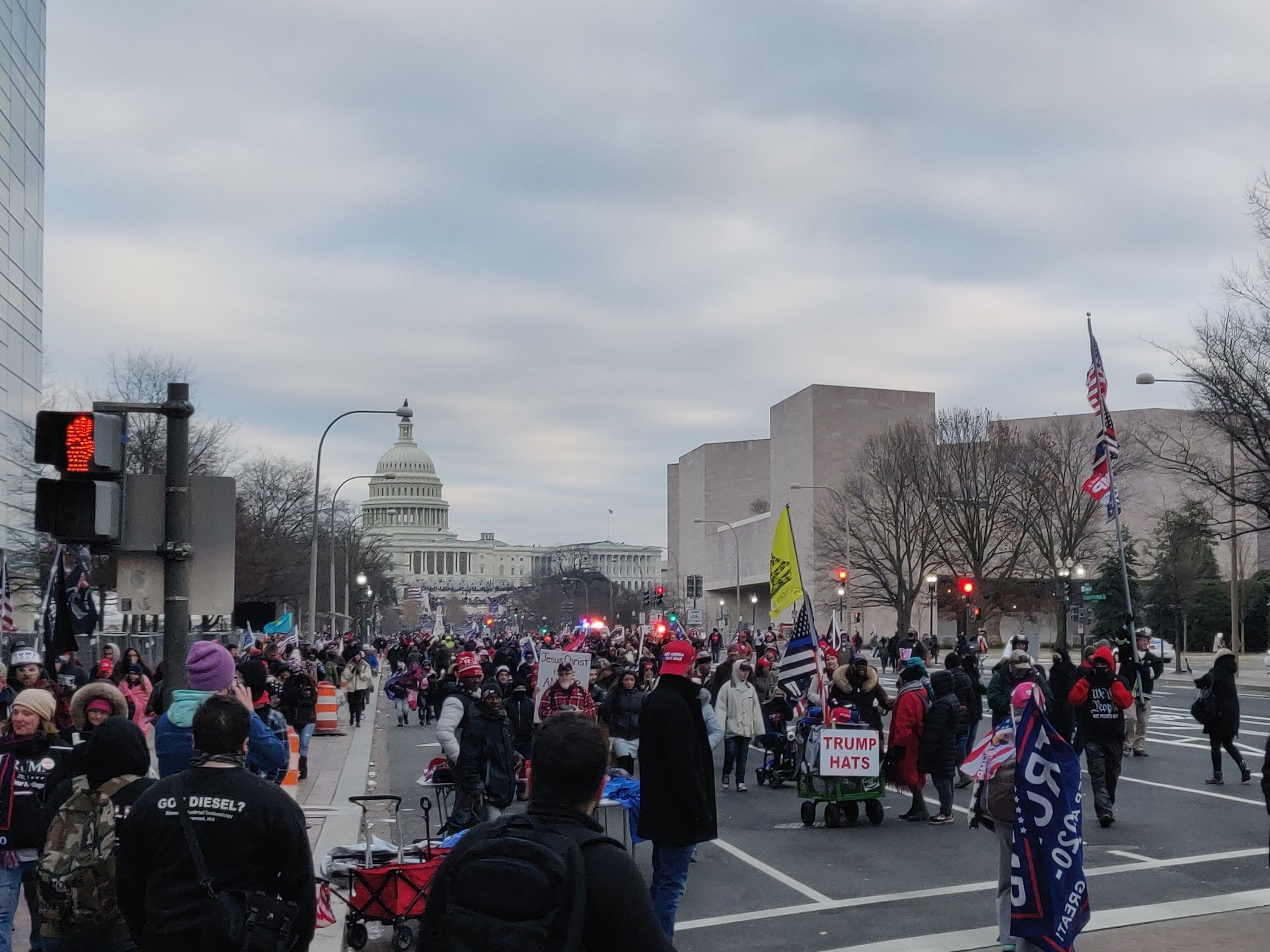
2021년 1월 6일 펜실베이니아 애비뉴를 따라 미국 국회의사당으로 행진하는 시위대

2021년, 도널드 트럼프 대통령의 2020년 미국 대통령 선거 번복 시도를 지지하는 집회에 모인 우익 시위자들이 의회가 선거의 선거인단 결과와 트럼프의 경쟁자 조 바이든의 승리를 인증하는 것을 막기 위해 미국 국회의사당을 습격했다.

## 인구 통계 변화
새로운 이주 패턴이 나타났다. 워싱턴은 많은 아프리카계 미국인들이 교외로 떠나면서 흑인 인구가 꾸준히 감소하고 있다. 동시에 도시의 백인과 히스패닉 인구는 꾸준히 증가했다. 2000년 이후 아프리카계 미국인 인구는 7.3% 감소했고, 백인 인구는 17.8% 증가했다. 또한, 많은 아프리카계 미국인들은 가족 관계, 증가된 기회 및 낮은 생활비 때문에 새로운 흑인 대이동의 일환으로 미국 남부로 향하고 있다.

## 같이 보기
- 컬럼비아 특별구의 역사 개요
- 워싱턴 D.C.의 정치적 폭력 사건 목록
- 워싱턴 D.C.의 집회 및 시위 행진 목록
- 워싱턴 D.C.의 유령 출몰 장소로 알려진 곳
- 워싱턴 D.C. 연표
- 워싱턴 D.C.의 건축

## 내용주
1. ↑  Wolgemuth, Kathleen L. (April 1959). 《Woodrow Wilson and Federal Segregation》. 《The Journal of Negro History》 44. 158–173쪽. doi:10.2307/2716036. JSTOR 2716036. S2CID 150080604.
2. ↑  MacCord, Howard A. (1957). 《Archeology of the Anacostia Valley of Washington, D.C. and Maryland》. 《Journal of Washington Academy of Sciences》 47.
3. ↑  (1) McAtee, p. 5.
(2) “Nacotchtank: Encounters With The English”. 《Museum of Learning》. Discovery Media, Running Cloud10 V2.1 - licensed to MuseumStuff.com. July 22, 2011에 원본 문서에서 보존된 문서. February 15, 2016에 확인함.
4. 1 2 3  Humphrey, Robert L.; Chambers, Mary Elizabeth (1977). 《Ancient Washington: American Indian Cultures of the Potomac Valley》. George Washington University.
5. ↑  McAtee, Waldo Lee (2018년 4월 6일). “A Sketch of the Natural History of the District of Columbia Together with an Indexed Edition of the U.S. Geological Survey's 1917 Map of Washington and Vicinity”. Press of H.L. & J.B. McQueen, Incorporated. 2018년 4월 6일에 확인함 – Google Books 경유.
6. ↑  Delany, Kevin (1971). 《A Walk Through Georgetown》. Kevin Delany Publications.
7. ↑  Downing, Margaret Brent (1918). 《The Earliest Proprietors of Capitol Hill》. 《Records of the Columbia Historical Society》 21 – 구글 도서 경유.
8. ↑  Harrison Williams, Legends of Loudoun, pp. 20–21.
9. ↑  Ecker, Grace Dunlop (1933). 《A Portrait of Old Georgetown》. Garrett & Massie, Inc. 1–6쪽.
10. ↑  Lesko, Kathleen M.; Valerie Babb; Carroll R. Gibbs (1991). 《Black Georgetown Remembered: A History of Its Black Community From The Founding Of "The Town of George"》. Georgetown University Press. 1쪽.
11. ↑  “History of Georgetown University”. 《Georgetown University》. 2016년 10월 26일에 확인함.
12. ↑  Crew, Harvey W. (1892년 4월 6일). “Centennial History of the City of Washington, D. C.: With Full Outline of the Natural Advantages, Accounts of the Indian Tribes, Selection of the Site, Founding of the City ... to the Present Time”. H. W. Crew. 2018년 4월 6일에 확인함 – Google Books 경유.
13. ↑  “A Century of Lawmaking for a New Nation: U.S. Congressional Documents and Debates, 1774 – 1875”. Memory.loc.gov. 2022년 3월 18일에 확인함.
14. ↑  “A Century of Lawmaking for a New Nation: U.S. Congressional Documents and Debates, 1774 – 1875”. Memory.loc.gov. 2022년 3월 18일에 확인함.
15. ↑  "Why the Articles of Confederation Failed", Thoughtco, May 8, 2020
16. ↑  위키문헌: 미국 헌법
17. ↑  Madison, James (1996년 4월 30일). “The Federalist No. 43”. 《The Independent Journal》. 미국 의회도서관. 2013년 9월 14일에 원본 문서에서 보존된 문서. 2008년 5월 31일에 확인함.
18. ↑  Crew, Harvey W. (1892년 4월 6일). “Centennial History of the City of Washington, D. C.: With Full Outline of the Natural Advantages, Accounts of the Indian Tribes, Selection of the Site, Founding of the City ... to the Present Time”. H. W. Crew. 2018년 4월 6일에 확인함 – Google Books 경유.
19. ↑  Morison, Samuel Eliot (1972). 〈Washington's First Administration: 1789–1793〉. 《The Oxford History of the American People, Vol. 2》. Meridian.
20. 1 2  Hazelton, George Cochrane (2018년 4월 6일). “The national Capitol: its architecture, art and history”. J. F. Taylor & company. 2018년 4월 6일에 확인함 – Google Books 경유.
21. 1 2 3  《An ACT for establishing the Temporary and Permanent Seat of the Government of the United States》. 미국 의회도서관. 2008년 12월 12일에 확인함.
22. 1 2  《Records of the Columbia Historical Society, Washington》. The Society. 1899년 4월 6일. 49쪽. 2018년 4월 6일에 확인함 – 인터넷 아카이브 경유.
23. 1 2 3  Hazleton, p. 4
24. ↑  (1) 미국 법률집: 제1권: 제1차 의회: 제3회기; 제17장> XVII.—미국 정부의 임시 및 영구 소재지를 확립하는 법
(2) “An ACT to amend "An act for establishing the TEMPORARY and PERMANENT SEAT of the GOVERNMENT of the United States.”. 《Congress of the United States: at the third session, begun and held at the city of Philadelphia, on Monday the sixth of December, one thousand seven hundred and ninety》. Philadelphia: Printed by Francis Childs and Johnn Swaine (1791). 1791년 3월 3일. 2020년 10월 16일에 확인함 – 미국 의회도서관 경유. Provided, That nothing herein contained, shall authorize the erection of the public buildings otherwise than on the Maryland side of the river Potomac, as required by the aforesaid act.
25. ↑  《Records of the Columbia Historical Society, Washington》. The Society. 1899년 4월 6일. 53쪽. 2018년 4월 6일에 확인함 – 인터넷 아카이브 경유.
26. ↑  Crew, Harvey W. (1892년 4월 6일). “Centennial History of the City of Washington, D. C.: With Full Outline of the Natural Advantages, Accounts of the Indian Tribes, Selection of the Site, Founding of the City ... to the Present Time”. H. W. Crew. 2018년 4월 6일에 확인함 – Google Books 경유.
27. ↑  Washington, George (1792). 〈Proclamation: Georgetown, March 30, 1791〉.   John C. Fitzpatrick. 《The Writings of George Washington from the Original Manuscript Sources: 1745–1799》. 31: January 22, 1790 – March 9, 1792. Washington: 미국 정부 인쇄국 (August, 1939). 2016년 10월 7일에 확인함 – 구글 도서 경유. Now therefore for the purposes of amending and completing the location of the whole of the said territory of the ten miles square in conformity with the said amendatory act of Congress, I do hereby declare and make known that the whole of said territory shall be located and included within the four lines following, that is to say: Beginning at Jones's point, the upper cape of Hunting Creek in Virginia, and at an angle in the outset of 45 degrees west of the north: ...
28. ↑  (1) Mathews, Catharine Van Cortlandt (1908). 〈Chapter IV: The City of Washington in the Territory of Columbia: 1791–1793〉. 《Andrew Ellicott: His Life and Letters》. New York: Grafton Press. 81–86쪽. ISBN 9780795015106. OCLC 1599880 – 구글 도서 경유.
(2) Bedini, Silvio A. (1970). 《Benjamin Banneker and the Survey of the District of Columbia, 1791》 (PDF). 《Records of the Columbia Historical Society》 47. October  7, 2017에 원본 문서 (PDF)에서 보존된 문서. January 13, 2013에 확인함 – boundarystones.org 경유. 
(3) Bedini, Silvio A. (Spring–Summer 1991). 《The Survey of the Federal Territory: Andrew Ellicott and Benjamin Banneker》. 《Washington History》 3 (Washington, D.C.: 워싱턴 D.C. 역사학회). 76–95쪽. JSTOR 40072968.
29. 1 2  National Capital Planning Commission (1976). 《Boundary markers of the Nation's Capital: a proposal for their preservation & protection : a National Capital Planning Commission Bicentennial report》. Washington, D.C.: National Capital Planning Commission; For sale by the Superintendent of Documents, 미국 정부 인쇄국. OCLC 3772302. 2016년 2월 22일에 확인함 – 하티트러스트 경유. Digital Library.
30. ↑  The Junior League of Washington (1977).  Thomas Froncek, 편집. 《The City of Washington: An Illustrated History》. Knopf.
31. ↑  Coordinates of the south cornerstone of the original District of Columbia: 북위 38° 47′ 25″ 서경 77° 02′ 26″ / 북위 38.7903461°  서경 77.040596°  from Boundary Stones of the District of Columbia in website of boundary stones.org. Retrieved 2008-08-18.
32. ↑  Coordinates of the west cornerstone of the original District of Columbia: 북위 38° 53′ 36″ 서경 77° 10′ 20″ / 북위 38.8933522°  서경 77.1723408°  from Boundary Stones of the District of Columbia in website of boundary stones.org Retrieved 2008-09-18.
33. ↑  Coordinates of the north cornerstone of the original District of Columbia: 북위 38° 59′ 45″ 서경 77° 02′ 28″ / 북위 38.9959371°  서경 77.0410332°  from Boundary Stones of the District of Columbia in website of boundary stones.org. Retrieved 2008-08-18.
34. ↑  Coordinates of the east cornerstone of the original District of Columbia: 북위 38° 53′ 34″ 서경 76° 54′ 33″ / 북위 38.8928553°  서경 76.909277°  from Boundary Stones of the District of Columbia in website of boundary stones.org. Retrieved 2008-08-18.
35. ↑  (1) Stewart, p. 57.
(2) Ellicott, Andrew (1793). “Territory of Columbia”. 《Maps》. 미국 의회도서관. October 11, 2016에 원본 문서에서 보존된 문서. October 22, 2016에 확인함. Notes: ... Accompanied by positive and negative photocopies of 3 letters dated 1793 relating to the map, 1 of which signed by: And'w Ellicott.
36. 1 2 3 4 5  L'Enfant, Peter Charles; United States Coast and Geodetic Survey; United States Commissioner of Public Buildings (1887). “Plan of the city intended for the permanent seat of the government of t(he) United States: projected agreeable to the direction of the President of the United States, in pursuance of an act of Congress passed the sixteenth day of July, MDCCXC, "establishing the permanent seat on the bank of the Potowmac": [Washington, D.C.]”. Washington: United States Coast and Geodetic Survey. LCCN 88694201. 2017년 3월 5일에 확인함. 팩시밀리 of the 1791 L'Enfant plan in Repository of the 미국 의회도서관 Geography and Map Division, Washington, D.C.
37. 1 2 3  “Original Plan of Washington, D.C.”. 《American Treasures of the Library of Congress: Imagination》. Washington, D.C.: 미국 의회도서관. 2005년 1월 14일. 2008년 8월 1일에 원본 문서에서 보존된 문서. 2008년 8월 3일에 확인함. Note: The plan that this web page describes identifies the plan's author as "Peter Charles L'Enfant". The web page nevertheless identifies the author as "Pierre-Charles L'Enfant." L'Enfant identified himself as "Peter Charles L'Enfant" during most of his life while residing in the United States. He wrote this name on his Plan of the city intended for the permanent seat of the government of t(he) United States. ...  (Washington, D.C.) and on other legal documents.

During the early 1900s, a French ambassador to the U.S., 장 쥘 쥐스랑, popularized the use of L'Enfant's birth name, "Pierre Charles L'Enfant". (Reference: Bowling, Kenneth R (2002). Peter Charles L'Enfant: vision, honor, and male friendship in the early American Republic. George Washington University, Washington, D.C. ISBN 978-0-9727611-0-9). The 미국 국립공원관리청 has identified L'Enfant as "Major Peter Charles L'Enfant" and as "Major Pierre (Peter) Charles L'Enfant"  in its histories of the 워싱턴 기념탑 on its website. The 미국 법전 states in 40 U.S.C. § 3309: "(a) In General.—The purposes of this chapter shall be carried out in the District of Columbia as nearly as may be practicable in harmony with the plan of Peter Charles L'Enfant."
38. 1 2  L'Enfant, P.C. (1791년 8월 19일). 《Letter to The President of the United States》. 《Records of the Columbia Historical Society》 2. 38–48쪽. 2017년 12월 31일에 확인함 – 구글 도서 경유.
39. ↑  (1) Federal Writers' Project (1937). 《Washington, City and Capital: Federal Writers' Project》. Works Progress Administration / United States 미국 정부 인쇄국. 210쪽.
(2) “High resolution image of central portion of The L'Enfant Plan for Washington, with transcribed excerpts of key to map”. 미국 의회도서관. 2009년 10월 23일에 확인함.
(3) “Enlarged image of central portion of The L'Enfant Plan for Washington” (PDF). 미국 국립공원관리청. 2009년 10월 23일에 확인함.
(4) Passanneau, Joseph R. (2004). 《Washington Through Two Centuries: A History in Maps and Images》. New York: The Monacelli Press, Inc. 14–16, 24–27쪽. ISBN 1-58093-091-3. OCLC 53443052.
(5) Faethz, E.F.M.; Pratt, F.W. (1874). 〈Sketch of Washington in embryo, viz: Previous to its survey by Major L'Enfant: Compiled from the rare historical researches of Dr. Joseph M. Toner ... combined with the skill of S.R. Seibert C.E.〉. 《Map in the collection of the 미국 의회도서관》. 브리태니커 백과사전 온라인. 2012년 4월 3일에 확인함.
(6) 프리덤 플라자 in downtown D.C. contains an inlay of the central portion of L'Enfant's plan at coordinates 북위 38° 53′ 45″ 서경 77° 01′ 51″ / 북위 38.8959°  서경 77.0307°
40. ↑  L'Enfant, P.C. (June 22, 1791). “To George Washington from Pierre-Charles L'Enfant, 22 June 1791”. 《Founders Online》. 미국 국립문서기록관리청. December 31, 2017에 원본 문서에서 보존된 문서. December 31, 2017에 확인함.
41. 1 2  《Records of the Columbia Historical Society, Washington》. The Society. 1899년 4월 6일. 52쪽. 2018년 4월 6일에 확인함 – 인터넷 아카이브 경유.
42. ↑  Passanneau, Joseph R. (2004). 《Washington Through Two Centuries: A History in Maps and Images》. New York: The Monacelli Press, Inc. 14–16, 24–27쪽. ISBN 1-58093-091-3.
43. ↑  “L'Enfant's Dotted line map of Washington, D.C., 1791, before Aug. 19th.”. 미국 의회도서관. 2009년 9월 30일에 확인함.
44. ↑  “A Washington DC Map Chronology”. dcsymbols.com. 2009년 9월 30일에 확인함.
45. 1 2 3  Tindall, William (1914). 〈IV. The First Board of Commissioners〉. 《Standard History of the City of Washington From a Study of the Original Sources》. Knoxville, Tennessee: H. W. Crew and Company. 148–149쪽  – 구글 도서 경유.
46. 1 2 3  《Records of the Columbia Historical Society, Washington》. The Society. 1899년 4월 6일. 55쪽. 2018년 4월 6일에 확인함 – 인터넷 아카이브 경유.
47. 1 2  Ellicott, Andrew (February 23, 1792). "To Thomas Johnson, Daniel Carroll and David Stuart, Esqs." In Arnebeck, Bob. “Ellicott's letter to the commissioners on engraving the plan of the city, in which no reference is made to Banneker”. 《The General and the Plan》. Bob Arnebeck's Web Pages. 2010년 8월 30일에 확인함.
48. ↑  (1) Phillips, Philip Lee (1917). 《The Beginnings of Washington, As Described in Books, Maps and Views》. Washington, D.C.: Published for the author. 29–30쪽. OCLC 420824175. 2016년 12월 29일에 확인함 – 인터넷 아카이브 경유.
(2) Bartlett, Dr. G. Hunter (1922).  Frank H. Severance, 편집. 《Andrew and Joseph Ellicott: The Plans of Washington City and the Village of Buffalo and Some of the Persons Concerned》. 《Publications of the Buffalo Historical Society: Recalling Pioneer Days》 26 (Buffalo, New York: 버팔로 역사 학회). 7쪽. 2016년 12월 29일에 확인함 – 구글 도서 경유.
49. ↑  Kite, from L'Enfant and Washington" in website of Grand Lodge of British Columbia and Yukon, Ancient Free and Accepted Masons (Freemasons). Retrieved January 11, 2009.
50. ↑  Partridge, William T. (1930). 《Reports and plans, Washington region》. Washington, D.C.: 미국 정부 인쇄국. 23쪽. OCLC 15250016. 2016년 12월 4일에 확인함. At 하티트러스트 Digital Library.
51. 1 2  “Plan of the City of Washington”. Washington Map Society. 2007년 11월 20일에 원본 문서에서 보존된 문서. 2008년 5월 2일에 확인함.
52. ↑  Partridge, William T. (1930). 《Design of the Federal City: L'Enfant Plan of Washington Superimposed on the Rectangular System From which He Worked》. Washington, D.C.: 미국 정부 인쇄국. 33쪽. OCLC 15250016. 2016년 12월 4일에 확인함 – 하티트러스트 Digital Library 경유.
53. ↑  Bowling, Kenneth R. (1988). 《Creating the federal city, 1774–1800 : Potomac fever》. Washington, D.C.: American Institute of Architects Press. ISBN 9781558350113.
54. ↑  Bryan, Wilhelmus B. (1899). 《Something About L'Enfant And His Personal Affairs》. 《Records of the Columbia Historical Society》 2. 113쪽. 2017년 12월 31일에 확인함 – 구글 도서 경유.
55. ↑  The L'Enfant and McMillan Plans in "Washington, D.C., A National Register of Historic Places Travel Inventory" in official website of the U.S. National Park Service Accessed August 14, 2008.
56. 1 2  Gillette, Howard Jr. (1995). 《Between Justice and Beauty: Race, Planning, and the Failure of Urban Policy in Washington, D.C.》. Johns Hopkins University Press.
57. 1 2  Heine, Cornelius W. (1953). 《The Washington City Canal》. 《Records of the Columbia Historical Society》. 53–56 (워싱턴 D.C. 역사학회). 1–27쪽. JSTOR 40067664.
58. ↑  《Chesapeake and Ohio Canal: A Guide to Chesapeake and Ohio Canal National Historical Park》. Handbook 142. Washington, DC: National Park Service, U.S. Department of the Interior. 1991. 15쪽. ISBN 0-912627-43-3.
59. ↑  Mackintosh, Barry (1991). 《C&O Canal: The Making of A Park》. Washington, DC: National Park Service, U.S. Department of the Interior.
60. ↑  Hahn, Thomas (1984). 《The Chesapeake & Ohio Canal: Pathway to the Nation's Capital》. Metuchen, NJ: Scarecrow Press. ISBN 0-8108-1732-2.
61. ↑  “James Madison”. 버지니아주 오렌지군: 제임스 매디슨 박물관. 2011년 7월 26일에 원본 문서에서 보존된 문서. 2017년 5월 27일에 확인함. Did Dolley Madison really save Washington's portrait from the British?
According to Madison's slave and personal valet, Paul Jennings, she did not. According to Jennings, "It has often been stated in print, that when Mrs. Madison escaped from the White House, she cut out from the frame the large portrait of Washington (now in one of the parlors there), and carried it off. This is totally false. She had no time for doing it. It would have required a ladder to get it down. All she carried off was the silver in her reticule, as the British were thought to be but a few squares off, and were expected every moment. John Suse' [Jean-Pierre Sioussat] (a Frenchman, then door-keeper, and still living) and Magraw, the President's gardener, took it down and sent it off on a wagon, with some large silver urns and such other valuables as could be hastily got hold of."
62. ↑  “Which Washington, D.C. Building Was Burned Down in 1812? – Ghosts of DC”. 《ghostsofdc.org》 (미국 영어). March 2012. 2018년 2월 19일에 확인함.
63. ↑  Dilts, James D. (1996). 《The Great Road: The Building of the Baltimore and Ohio, the Nation's First Railroad, 1828–1853》. Palo Alto, CA: Stanford University Press. ISBN 978-0-8047-2629-0.
64. 1 2  Harwood, Herbert H. Jr. (1994). 《Impossible Challenge II: Baltimore to Washington and Harpers Ferry from 1828 to 1994》. Baltimore, MD: Barnard, Roberts & Co. ISBN 0934118221.
65. ↑  “Frequently Asked Questions About Washington, D.C.”. Historical Society of Washington, D.C. 2008년 3월 15일에 원본 문서에서 보존된 문서.
66. ↑  Harry C. Ways, "The Washington Aqueduct: 1852–1992." (Baltimore, MD: U.S. Army Corps of Engineers, Baltimore District, 1996)
67. ↑  “History of D.C. Emancipation”. April 17, 2008에 원본 문서에서 보존된 문서. October 21, 2008에 확인함.
68. ↑  “Fort Stevens Battle Summary”. 2003년 1월 15일에 원본 문서에서 보존된 문서.
69. ↑  “Historical Census Statistics on Population Totals By Race, 1790 to 1990” (PDF). 미국 인구조사국. 2002년 9월 13일. 2008년 7월 26일에 원본 문서 (PDF)에서 보존된 문서. 2011년 8월 13일에 확인함.
70. ↑  Bordewich, Fergus M. (2008). 《Washington: the making of the American capital》. HarperCollins. 272쪽. ISBN 978-0-06-084238-3.
71. ↑  “An Act to provide a Government for the District of Columbia”. 《Statutes at Large, 41st Congress, 3rd Session》. 미국 의회도서관. 2011년 7월 10일에 확인함.
72. ↑  Dodd, Walter Fairleigh (1909). 《The government of the District of Columbia》. Washington, D.C.: John Byrne & Co. 40–5쪽.
73. ↑  Wilcox, Delos Franklin (1910). 《Great cities in America: their problems and their government》. The Macmillan Company. 27–30쪽.
74. ↑  Gilmore, Matthew (July 2001). “Who were the Commissioners of the District, 1874–1967?”. 《H-DC》. Humanities & Social Sciences Online. 2011년 11월 30일에 확인함.
75. ↑  William A. Richardson, 편집. (1891). 《Supplement to the Revised statutes of the United States, Volume 1》 2판. Washington: United States Government Printing Office. 173–80쪽.
76. ↑  “History of Self-Government in the District of Columbia”. Council of the District of Columbia. 2008. 2009년 3월 31일에 원본 문서에서 보존된 문서. 2008년 12월 29일에 확인함.
77. 1 2 3  Kathryn Schneider Smith, 편집. (2010). 《Washington at Home: An Illustrated History of Neighborhoods in the Nation's Capital》 2판. Johns Hopkins University Press. 1–11쪽. ISBN 978-0-8018-9353-7.
78. 1 2  《Laws relating to the permanent system of highways outside of the cities of Washington and Georgetown》. Washington, D.C.: Government Printing Office. 1908. 3쪽.
79. ↑  Tindall, William (1907). 《Origin and government of the District of Columbia》. U.S. Government Printing Office. 27쪽.
80. ↑  Coordinates of Canal Street: 북위 38° 53′ 07″ 서경 77° 00′ 40″ / 북위 38.885304°  서경 77.0111454°
81. ↑  (1) "Lock Keeper's House" marker 보관됨 12월 17, 2018 - 웨이백 머신 in website of HMdb.org: The Historical Marker Database. Retrieved 2009-10-26.
(2) Coordinates of lock keeper's house: 북위 38° 53′ 31″ 서경 77° 02′ 23″ / 북위 38.8919305°  서경 77.0397498°
82. ↑  (1) "Washington City Canal: Plaque beside the Lockkeeper's House marking the former location of in Washington, D.C. 보관됨 2월 23, 2010 - 웨이백 머신 in website of dcMemorials.com: Memorials, monuments, statues & other outdoor art in the Washington D.C. area & beyond, by M. Solberg 보관됨 2월 7, 2009 - 웨이백 머신. Retrieved 2009-10-26.
(2) "The Washington City Canal" marker 보관됨 7월 26, 2011 - 웨이백 머신 in website of HMdb.org: The Historical Marker Database. Retrieved 2009-10-26.
83. ↑  "The Canal Connection" marker 보관됨 7월 26, 2011 - 웨이백 머신 in website of HMdb.org: The Historical Marker Database. Retrieved 2009-10-26.
84. ↑  “Adolf Cluss as the dominant architect for the Red Brick City”.
85. ↑  National Park Service, Washington, D.C. (2012). "Washington Monument: History & Culture."
86. ↑  The L'Enfant and McMillan Plans in "Washington, D.C., A National Register of Historic Places Travel Inventory" in official website of the U.S. National Park Service. Retrieved 2009-09-14.
87. ↑  Weller, Charles Frederick; Weller, Eugenia Winston (2018년 4월 6일). “Neglected Neighbors: Stories of Life in the Alleys, Tenements and Shanties of the National Capital”. J. C. Winston. 2018년 4월 6일에 확인함 – Google Books 경유.
88. ↑  Kathleen L. Wolgemuth, "Woodrow Wilson and Federal Segregation", The Journal of Negro History, Vol. 44, No. 2 (April 1959 ), p. 158
89. ↑  Thomas Sowell, "The Education of Minority Children" in Thomas Sowell website. Retrieved 2007-12-12.
90. ↑  Kenneth D. Ackerman, Young J. Edgar: Hoover, the Red Scare, and the Assault on Civil Liberties (NY: Carroll & Graf, 2007, ISBN 978-1619450011), 60–2
91. ↑  New York Times: "Protest Sent to Wilson," July 22, 1919. Retrieved January 21, 2010.
92. ↑  “The Knickerbocker Theatre Tragedy – Ghosts of DC”. 《ghostsofdc.org》 (미국 영어). 2015년 3월 16일. 2018년 2월 19일에 확인함.
93. ↑  Home Rule or House Rule? Congress and the Erosion of Local Governance in the District of Columbia by 마이클 K. 폰트로이, 아메리카 대학 출판부, 2003 at 구글 도서, page 94
94. ↑  “Washington in Wartime”. 《Life》. 1943년 1월 4일. 43쪽. 2011년 11월 11일에 확인함.
95. ↑  Fogle, Jeanne (2009). 《A Neighborhood Guide to Washington, D.C.'s Hidden History》. Charleston, SC: 더 히스토리 프레스. 45쪽. ISBN 978-1-59629-652-7.
96. ↑  U.S. Department of Defense. “The Pentagon: Facts & Figures”. 2012년 4월 14일에 원본 문서에서 보존된 문서. 2013년 1월 25일에 확인함.
97. ↑  Katznelson, Ira (2013). 《Fear Itself: The New Deal and the Origins of our Time》 (영어) 1판. New York. ISBN 978-0-87140-450-3. OCLC 783163618.
98. ↑  Constance McL. Green, Secret City: History of Race Relations in the Nation's Capital (1969)
99. ↑  Lindsay M. Silver (2007). 《"The Nation's Neighborhood": The People, Power, and Politics of Capitol Hill Since the Civil War》. 183쪽. ISBN 9780549155270.
100. ↑  Powell, Michael (2007년 7월 20일). “Poor Management, Federal Rule, Undermine Services”. 《워싱턴 포스트》. A01면. 2008년 6월 10일에 확인함.
101. ↑  DeParle, Jason (1989년 1월 1일). “The worst city government in America.”. 《워싱턴 먼슬리》. 2009년 6월 6일에 확인함.
102. 1 2  “Marion Barry”. WETA 공영 방송. 2001. 2005년 3월 24일에 원본 문서에서 보존된 문서. 2008년 9월 25일에 확인함.
103. ↑  “Sharon Pratt Kelly”. WETA 공영 방송. 2001. 2006년 4월 27일에 원본 문서에서 보존된 문서. 2008년 9월 25일에 확인함.
104. ↑  Janofsky, Michael (1995년 4월 8일). “Congress creates board to oversee Washington, D.C.”. 《The New York Times》. 2008년 5월 27일에 확인함.
105. ↑  “District Government Achieves Balanced Budget and Clean Audit Opinion for FY 2003”. D.C. Office of the Chief Financial Officer. January 30, 2004. May  8, 2009에 원본 문서에서 보존된 문서. June 23, 2008에 확인함.
106. ↑  DeBonis, Mike (2011년 1월 30일). “After 10 years, D.C. control board is gone but not forgotten”. 《워싱턴 포스트》. 2011년 7월 11일에 확인함.
107. ↑  Nakamura, David (2007년 4월 20일). “Fenty's School Takeover Approved”. 《워싱턴 포스트》. 2008년 12월 2일에 확인함.
108. ↑  Stewart, Nikita (2011년 1월 2일). “Vincent Gray inaugurated as D.C. mayor”. 《워싱턴 포스트》. 2011년 1월 2일에 확인함.
109. ↑  Willman, David (2008년 8월 1일). “Apparent suicide in anthrax case”. 2018년 4월 6일에 확인함 – LA Times 경유.
110. ↑  “12 Victims Killed, 8 Wounded in Shooting at D.C. Navy Yard, Suspected Gunman Killed”. NBC Washington. 2013년 9월 17일. 2013년 9월 23일에 확인함.
111. ↑  Simon, Richard; Cloud, David S.; Bennett, Brian (2013년 9월 16일). “Navy Yard shooter 'had a pattern of misconduct'”. 《Los Angeles Times》. 2013년 9월 23일에 확인함.
112. ↑  Gabbatt, Adam (2013년 9월 16일). “Washington DC shooting: Aaron Alexis named as navy yard gunman – as it happened”. 《The Guardian》. 2013년 9월 23일에 확인함.
113. ↑  “DC Voters Elect Gray to Council, Approve Statehood Measure”. 4 NBC Washington. 2016년 11월 9일. 2016년 11월 9일에 확인함.
114. ↑  “Pro-Trump mob storms US Capitol in bid to overturn election”. 《AP NEWS》 (영어). 2021년 4월 20일. 2021년 11월 18일에 확인함.
115. ↑  The Editorial Board (2021년 10월 2일). “Opinion | Jan. 6 Was Worse Than We Knew”. 《The New York Times》 (미국 영어). ISSN 0362-4331. 2021년 11월 18일에 확인함.
116. ↑  “Washington's Black Majority Is Shrinking”. Associated Press. 2007년 9월 16일. 2008년 7월 12일에 확인함.
117. ↑  “Census 2000 Demographic Profile Highlights”. 미국 인구조사국. 2001. 2008년 11월 2일에 확인함.
118. ↑  Frey, William H. (May 2004). “The New Great Migration: Black Americans' Return to the South, 1965–2000” (PDF). The Brookings Institution. 1–4쪽. 2008년 4월 28일에 원본 문서 (PDF)에서 보존된 문서. 2008년 3월 19일에 확인함.

## 추가 자료
- Abbott, Carl. Political Terrain: Washington, D.C., From Tidewater Town to Global Metropolis (U of North Carolina Press, 1999).
- Allgor, Catherine. Parlor Politics: In Which the Ladies of Washington Help Build a City and a Government (U of Virginia Press, 2002)
- Borchardt, Gregory M. "Making DC Democracy's Capital: Local Activism, the 'Federal State', and the Struggle for Civil Rights in Washington, DC." (Ph.D. Diss. The George Washington University, 2013) online
- Borchert, James. Alley Life in Washington: Family, Community, Religion, and Folklife in the City, 1850–1970 (U of Illinois Press, 1980).
- Bryan, Wilhelmus Bogart (1914). 《A History of the National Capital from its Foundation through the Period of the Adoption of the Organic Act》. 1: 1790–1814. New York: 더 매크밀런 컴퍼니. OCLC 902842081. 2017년 12월 27일에 확인함 – 하티트러스트 Digital Library 경유.
- Clark-Lewis, Elizabeth, ed. First Freed: Washington, D.C., in the Emancipation Era (Howard University Press, 2002) See online review
- Clark-Lewis, Elizabeth. Living In, Living Out: African American Domestics in Washington, D.C., 1910–1940 (2010)
- “Editorial Note: Locating the Federal District”. 《Founders Online》. National Historical Publications & Records Commission: 미국 국립문서기록관리청. 2016년 12월 21일에 확인함.
- Fauntroy, Michael K. Home Rule or House Rule: Congress and the Erosion of Local Governance in the District of Columbia (University Press of America, 2003)
- Gilbert, Ben W. Ten Blocks from the White House: Anatomy of the Washington Riots of 1968 (New York: Praeger Publishers, 1968).
- Goode, James M. The outdoor sculpture of Washington, DC: A comprehensive historical guide (George Braziller, 1974)
- Green, Constance McL.  Washington: A History of the Capital (Princeton U.P. 2 vol 1976) comprehensive scholarly history; online
- Green, Constance McL. Secret City: History of Race Relations in the Nation's Capital (1969) online
- Harrison, Robert. Washington during Civil War and Reconstruction: Race and Radicalism (Cambridge University Press, 2011) 343pp; online review
- Jaffe, Harry. Dream City: Race, Power, and the Decline of Washington (Simon & Schuster, 1994)
- Lessoff, Alan. The Nation and Its City: Politics, "Corruption," and Progressive in Washington, D.C., 1861–1902 (Johns Hopkins University Press, 1994)
- Lewis, Tom. Washington: A History of Our National City (New York: Basic, 2015). xxx, 521 pp.
- Masur, Kate. An Example for all the Land: Emancipation and the Struggle Over Equality in Washington, D.C. (U of North Carolina Press, 2010).
- Ovason, David. The Secret Architecture of Our Nation's Capital: the Masons and the building of Washington, D.C. (2002). ISBN 0-06-019537-1
- Roe, Donald. "The Dual School System in the District of Columbia, 1862–1954: Origins, Problems, Protests," Washington History, 16#2  (Fall/Winter 2004–05), 26–43.
- Sandage, Scott A. "A Marble House Divided: The Lincoln Memorial, the Civil Rights Movement, and the Politics of Memory, 1939–1963," Journal of American History, 80#1  (1993), 135–167. in JSTOR
- Savage, Kirk. Monument wars: Washington, DC, the national mall, and the transformation of the memorial landscape (U of California Press, 2009)
- 《Segregation in Washington a report》. National Committee on Segregation in the Nation's Capital. November 1948. LCCN 49002184. OCLC 735403.
- Smith, Sam. Captive Capital: Colonial Life in Modern Washington (1974)
- Solomon, Burt. The Washington Century: Three Families and the Shaping of the Nation's Capital (HarperCollins, 2004).
- Terrell, Mary Church. "History of the High School for Negroes in Washington," Journal of Negro History 2#3 (1917), 252–266. in JSTOR
- Winkle, Kenneth J. Lincoln's Citadel: The Civil War in Washington, DC (2013)